# 大垣市
大垣市（おおがきし）は、岐阜県の西濃地方に位置する市。1918年（大正7年）市制施行。

## 概要

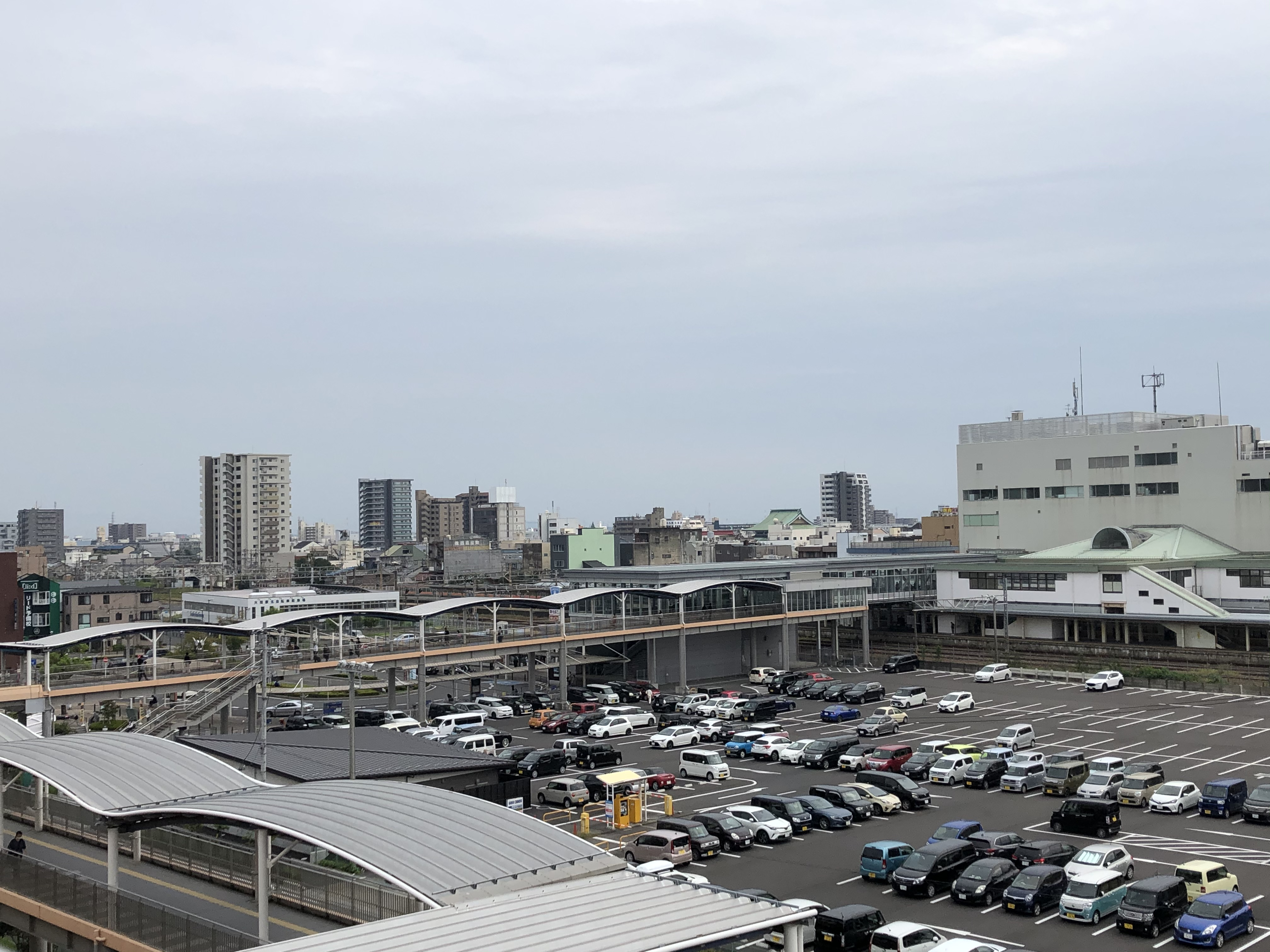
大垣市のスカイライン

大垣市は、岐阜県の濃尾平野北西部に位置する。自称日本列島の一番「ど真ん中」にある都市としている。岐阜県では県庁所在地の岐阜市に次いで2番目の人口である。
上石津地域自治区 (123.38km²) 及び墨俣地域自治区 (3.39km²) は、大垣市中心部とは他自治体を挟んで離れており、飛地となっている。平成の大合併以前の旧大垣市の面積 (79.75km²) より、飛地として加わった旧上石津町・旧墨俣町の合計面積が大きく上回っている。このような大規模な飛地のある自治体は日本でも数えるほどしかない。
揖斐川や長良川など多くの一級河川が流れる水郷地帯であり、輪中堤が形成され、ガマと呼ばれる扇状地末端の自然湧水が輪中内の用水として利用された。また中山道や美濃路といった旧街道が通り、市内には中山道赤坂宿、美濃路大垣宿、美濃路墨俣宿の3宿場が形成された。
水門川では、たらい舟に乗る事も出来る。商店街に出ると懐かしい雰囲気が広がり、綺麗な水で出来た水まんじゅうなどが名物となっている。

## 地理

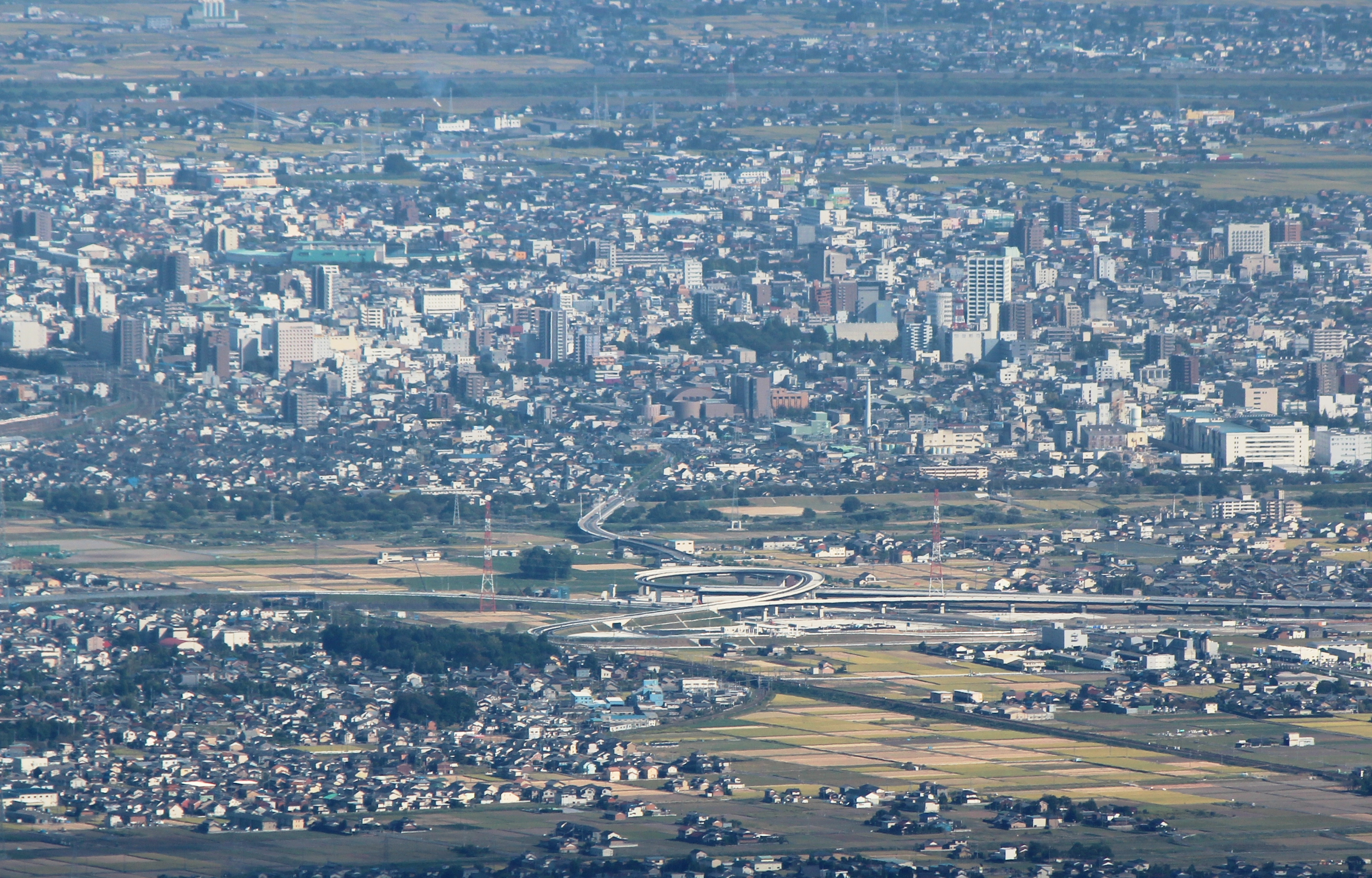
伊吹山から望む大垣市街地
中央奥が市東端の揖斐川

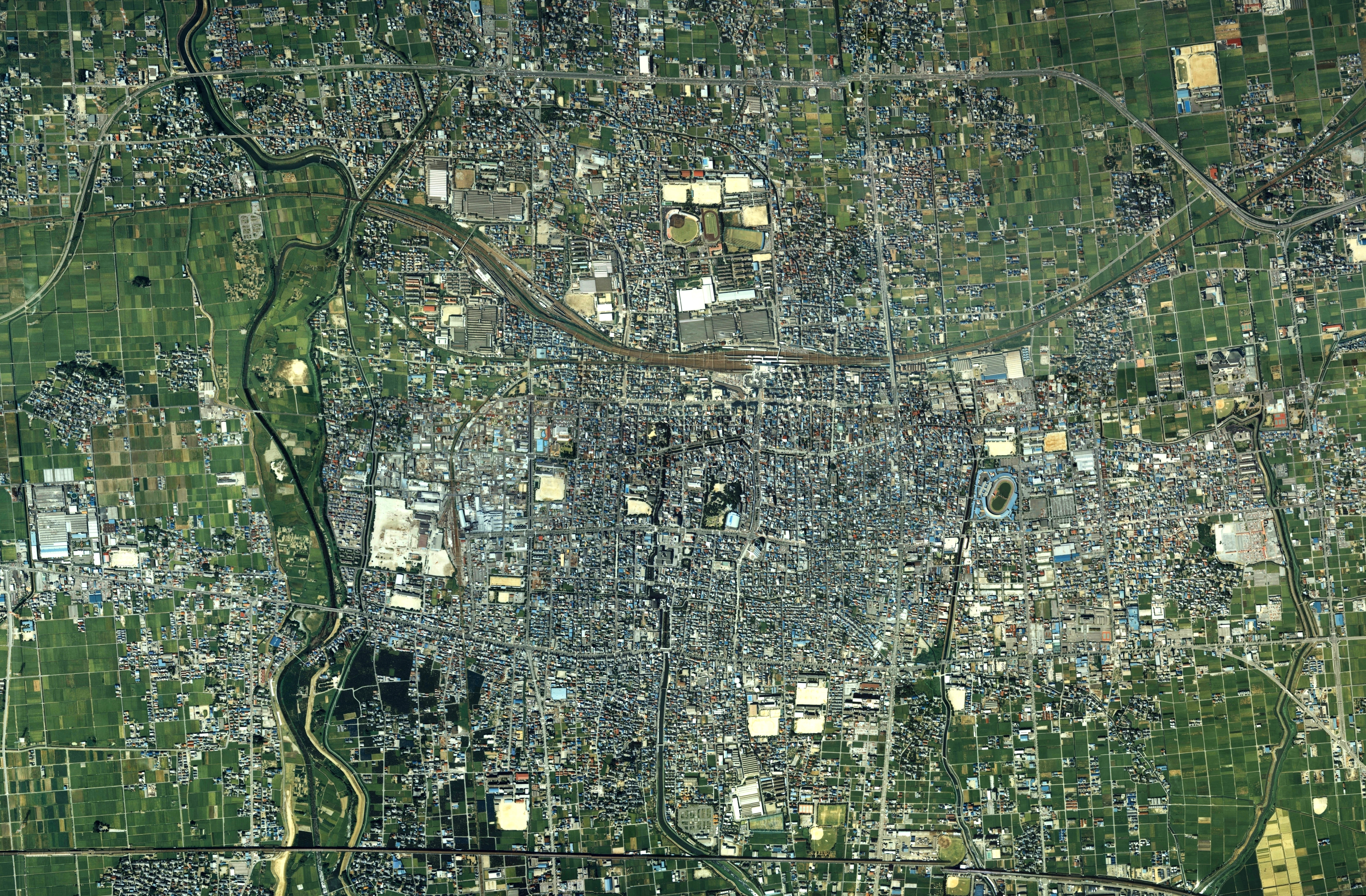
大垣市中心部周辺の空中写真。1987年撮影の11枚を合成作成。。

全国でも有数の自噴帯に位置しており、豊富な地下水の恵みにより発展し、水の都と呼ばれている。揖斐川、杭瀬川、水門川をはじめとする多くの河川とあいまって、大垣には「水の都」の異名もある。
豊富な地下水は大垣市の上水道の水源であり、地下水を生かした菓子などの食品製造も盛んに行われている。かつて繊維産業が多かったのも豊富な地下水を生かしてのものであった。
さらに濃尾平野では濃尾平野造盆地運動という地殻運動が継続している。西部は沈降し、東部は隆起している。これにて形成される逆三角形の凹地に、木曽川、長良川、揖斐川の木曽三川が搬入する土砂が堆積して濃尾平野が形成されている。土砂堆積の過程において、砂層、礫層、粘土層などが幾重にも重なり合った。特に西南濃地域には、礫層が分布し、地下水が充満して帯水層が形成されている。また大垣市周辺は最後まで海として残存していた地域であることから、周辺地域から地下水が流入しやすく、地下水資源に恵まれた地域となっている。
1996年には旧国土庁（現在の国土交通省）の水の郷百選にも選出された。

### 地形

#### 山地
主な山
- 鈴鹿山脈
  - 烏帽子岳
  - 三国岳
- 養老山地
  - 笙ヶ岳
  - 養老山など

#### 河川

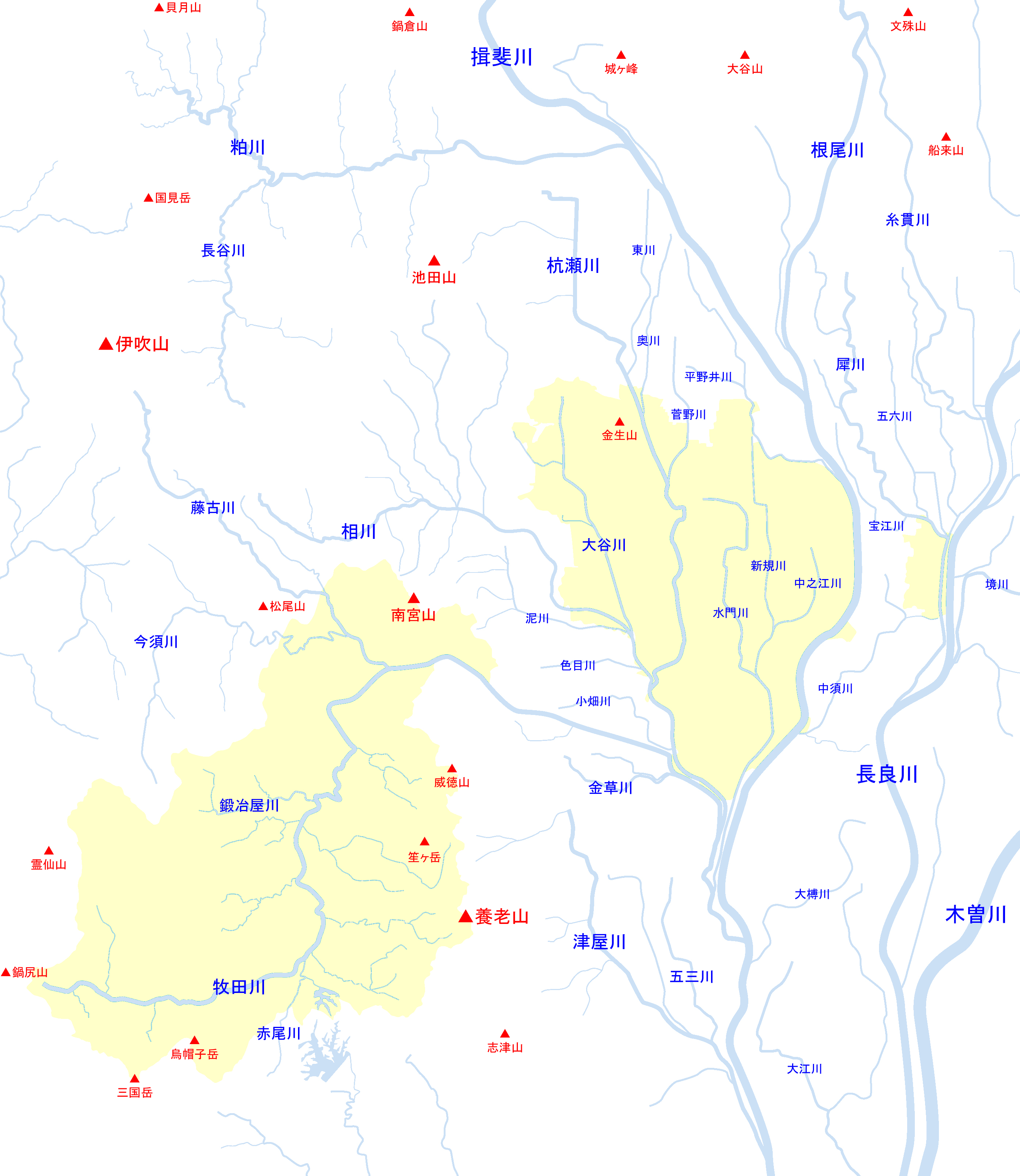
大垣市周辺河川の位置関係図

主な川
- 揖斐川
- 長良川
- 牧田川
- 杭瀬川
- 水門川
- 中之江川
- 新規川
- 大谷川
- 相川
- 菅野川
- 矢道川
- 薬師川
- 泥川
- 奥川
- 平野井川

#### 湖沼
主な湖
- 水嶺湖

### 気候
太平洋側気候である。夏は高温多湿で蒸し暑く、最高気温が38℃を超えることもある。また、最低気温も高く、熱帯夜となる日も非常に多い。市内で猛暑日が一度も記録されていなかった年は1982年、1989年、1993年、1999年、2009年の5回のみである。一方、冬には伊吹山から伊吹おろしという乾燥した冷たい風が吹く。
木曽三川の流域は降雨が多く、中でも揖斐川上流域は日本有数の多雨地域である。そこで降った雨や地表水は地表に浸透し、地下水の源となる。当地では、その地表に浸透する水分の総量が相対的に大きい。
大垣
- 気温 - 最高 : 39.6℃（2025年（令和7年）7月29日、最低 : -7.0℃（2012年（平成24年）2月3日）
- 最大日降水量 - 317ミリ（1976年（昭和51年）9月11日）
- 最大瞬間風速 - 34.8メートル（2018年（平成30年）9月4日）
- 夏日最多日数 - 157日（2024年（令和6年））
- 真夏日最多日数 - 97日（2024年（令和6年））
- 猛暑日最多日数 - 50日（2024年（令和6年））
- 熱帯夜最多日数 - 53日（2024年（令和6年））
- 冬日最多日数 - 43日（1984年（昭和59年））

| 大垣（旧大垣市）の気候   | 大垣（旧大垣市）の気候 | 大垣（旧大垣市）の気候 | 大垣（旧大垣市）の気候 | 大垣（旧大垣市）の気候 | 大垣（旧大垣市）の気候 | 大垣（旧大垣市）の気候 | 大垣（旧大垣市）の気候 | 大垣（旧大垣市）の気候 | 大垣（旧大垣市）の気候 | 大垣（旧大垣市）の気候 | 大垣（旧大垣市）の気候 | 大垣（旧大垣市）の気候 | 大垣（旧大垣市）の気候 |
| 月                       | 1月                    | 2月                    | 3月                    | 4月                    | 5月                    | 6月                    | 7月                    | 8月                    | 9月                    | 10月                   | 11月                   | 12月                   | 年                     |
| ------------------------ | ---------------------- | ---------------------- | ---------------------- | ---------------------- | ---------------------- | ---------------------- | ---------------------- | ---------------------- | ---------------------- | ---------------------- | ---------------------- | ---------------------- | ---------------------- |
| 最高気温記録 °C （°F）   | 17.4 (63.3)            | 20.8 (69.4)            | 25.3 (77.5)            | 29.7 (85.5)            | 33.3 (91.9)            | 38.1 (100.6)           | 39.6 (103.3)           | 38.8 (101.8)           | 37.8 (100)             | 32.3 (90.1)            | 25.9 (78.6)            | 22.7 (72.9)            | 39.6 (103.3)           |
| 平均最高気温 °C （°F）   | 8.6 (47.5)             | 9.7 (49.5)             | 13.7 (56.7)            | 19.4 (66.9)            | 24.3 (75.7)            | 27.5 (81.5)            | 31.3 (88.3)            | 33.0 (91.4)            | 28.9 (84)              | 23.2 (73.8)            | 17.1 (62.8)            | 11.2 (52.2)            | 20.7 (69.3)            |
| 日平均気温 °C （°F）     | 4.7 (40.5)             | 5.3 (41.5)             | 8.7 (47.7)             | 14.2 (57.6)            | 19.2 (66.6)            | 23.0 (73.4)            | 26.9 (80.4)            | 28.1 (82.6)            | 24.3 (75.7)            | 18.6 (65.5)            | 12.5 (54.5)            | 7.1 (44.8)             | 16.0 (60.8)            |
| 平均最低気温 °C （°F）   | 1.2 (34.2)             | 1.5 (34.7)             | 4.4 (39.9)             | 9.5 (49.1)             | 14.8 (58.6)            | 19.4 (66.9)            | 23.7 (74.7)            | 24.7 (76.5)            | 20.8 (69.4)            | 14.7 (58.5)            | 8.4 (47.1)             | 3.4 (38.1)             | 12.2 (54)              |
| 最低気温記録 °C （°F）   | −5.3 (22.5)            | −7.0 (19.4)            | −4.5 (23.9)            | 0.9 (33.6)             | 6.5 (43.7)             | 13.0 (55.4)            | 17.0 (62.6)            | 17.9 (64.2)            | 11.6 (52.9)            | 4.5 (40.1)             | −0.2 (31.6)            | −3.8 (25.2)            | −7.0 (19.4)            |
| 降水量 mm （inch）       | 68.8 (2.709)           | 76.2 (3)               | 130.4 (5.134)          | 167.9 (6.61)           | 210.9 (8.303)          | 244.7 (9.634)          | 282.9 (11.138)         | 166.1 (6.539)          | 248.8 (9.795)          | 168.8 (6.646)          | 86.1 (3.39)            | 76.3 (3.004)           | 1,963.5 (77.303)       |
| 平均降水日数 （≥1.0 mm） | 9.1                    | 8.5                    | 10.0                   | 9.8                    | 10.1                   | 11.5                   | 13.1                   | 10.0                   | 11.5                   | 8.9                    | 7.5                    | 10.0                   | 120.9                  |
| 平均月間日照時間         | 146.6                  | 148.2                  | 179.6                  | 192.0                  | 196.7                  | 157.1                  | 160.8                  | 199.9                  | 154.0                  | 156.2                  | 142.3                  | 137.6                  | 1,968.5                |
| 出典：気象庁             |                        |                        |                        |                        |                        |                        |                        |                        |                        |                        |                        |                        |                        |

| 上石津（旧上石津町）の気候 | 上石津（旧上石津町）の気候 | 上石津（旧上石津町）の気候 | 上石津（旧上石津町）の気候 | 上石津（旧上石津町）の気候 | 上石津（旧上石津町）の気候 | 上石津（旧上石津町）の気候 | 上石津（旧上石津町）の気候 | 上石津（旧上石津町）の気候 | 上石津（旧上石津町）の気候 | 上石津（旧上石津町）の気候 | 上石津（旧上石津町）の気候 | 上石津（旧上石津町）の気候 | 上石津（旧上石津町）の気候 |
| 月                         | 1月                        | 2月                        | 3月                        | 4月                        | 5月                        | 6月                        | 7月                        | 8月                        | 9月                        | 10月                       | 11月                       | 12月                       | 年                         |
| -------------------------- | -------------------------- | -------------------------- | -------------------------- | -------------------------- | -------------------------- | -------------------------- | -------------------------- | -------------------------- | -------------------------- | -------------------------- | -------------------------- | -------------------------- | -------------------------- |
| 降水量 mm （inch）         | 113.2 (4.457)              | 111.7 (4.398)              | 153.1 (6.028)              | 151.7 (5.972)              | 188.8 (7.433)              | 251.4 (9.898)              | 276.0 (10.866)             | 168.9 (6.65)               | 243.0 (9.567)              | 131.4 (5.173)              | 101.8 (4.008)              | 96.5 (3.799)               | 1,987.5 (78.249)           |
| 平均降水日数 （≥1.0 mm）   | 14.8                       | 12.7                       | 13.7                       | 11.2                       | 11.6                       | 13.0                       | 13.9                       | 9.9                        | 12.1                       | 9.7                        | 9.7                        | 13.6                       | 145.9                      |
| 出典：気象庁               |                            |                            |                            |                            |                            |                            |                            |                            |                            |                            |                            |                            |                            |

### 地域

#### 町名
大垣市の地名を参照

### 人口
| |                                        |  |
| 大垣市と全国の年齢別人口分布（2005年） | 大垣市の年齢・男女別人口分布（2005年） |  |
| ■紫色 ― 大垣市 ■緑色 ― 日本全国 | ■青色 ― 男性 ■赤色 ― 女性              |  |
| 大垣市（に相当する地域）の人口の推移 \| 1970年（昭和45年） \| 147,764人 \| \| \| 1975年（昭和50年） \| 153,444人 \| \| \| 1980年（昭和55年） \| 156,215人 \| \| \| 1985年（昭和60年） \| 158,634人 \| \| \| 1990年（平成2年） \| 160,483人 \| \| \| 1995年（平成7年） \| 161,679人 \| \| \| 2000年（平成12年） \| 161,827人 \| \| \| 2005年（平成17年） \| 162,070人 \| \| \| 2010年（平成22年） \| 161,160人 \| \| \| 2015年（平成27年） \| 159,879人 \| \| \| 2020年（令和2年） \| 158,286人 \| \| |                                        |  |
| 総務省統計局 国勢調査より |                                        |  |
| 1970年（昭和45年） | 147,764人                              |  |
| 1975年（昭和50年） | 153,444人                              |  |
| 1980年（昭和55年） | 156,215人                              |  |
| 1985年（昭和60年） | 158,634人                              |  |
| 1990年（平成2年） | 160,483人                              |  |
| 1995年（平成7年） | 161,679人                              |  |
| 2000年（平成12年） | 161,827人                              |  |
| 2005年（平成17年） | 162,070人                              |  |
| 2010年（平成22年） | 161,160人                              |  |
| 2015年（平成27年） | 159,879人                              |  |
| 2020年（令和2年） | 158,286人                              |  |

### 隣接自治体
岐阜県
- 岐阜市
- 羽島市
- 瑞穂市
- 安八郡：安八町・神戸町・輪之内町
- 揖斐郡：池田町
- 不破郡：垂井町・関ケ原町
- 養老郡：養老町

三重県
- いなべ市

滋賀県
- 米原市
- 犬上郡：多賀町

## 歴史

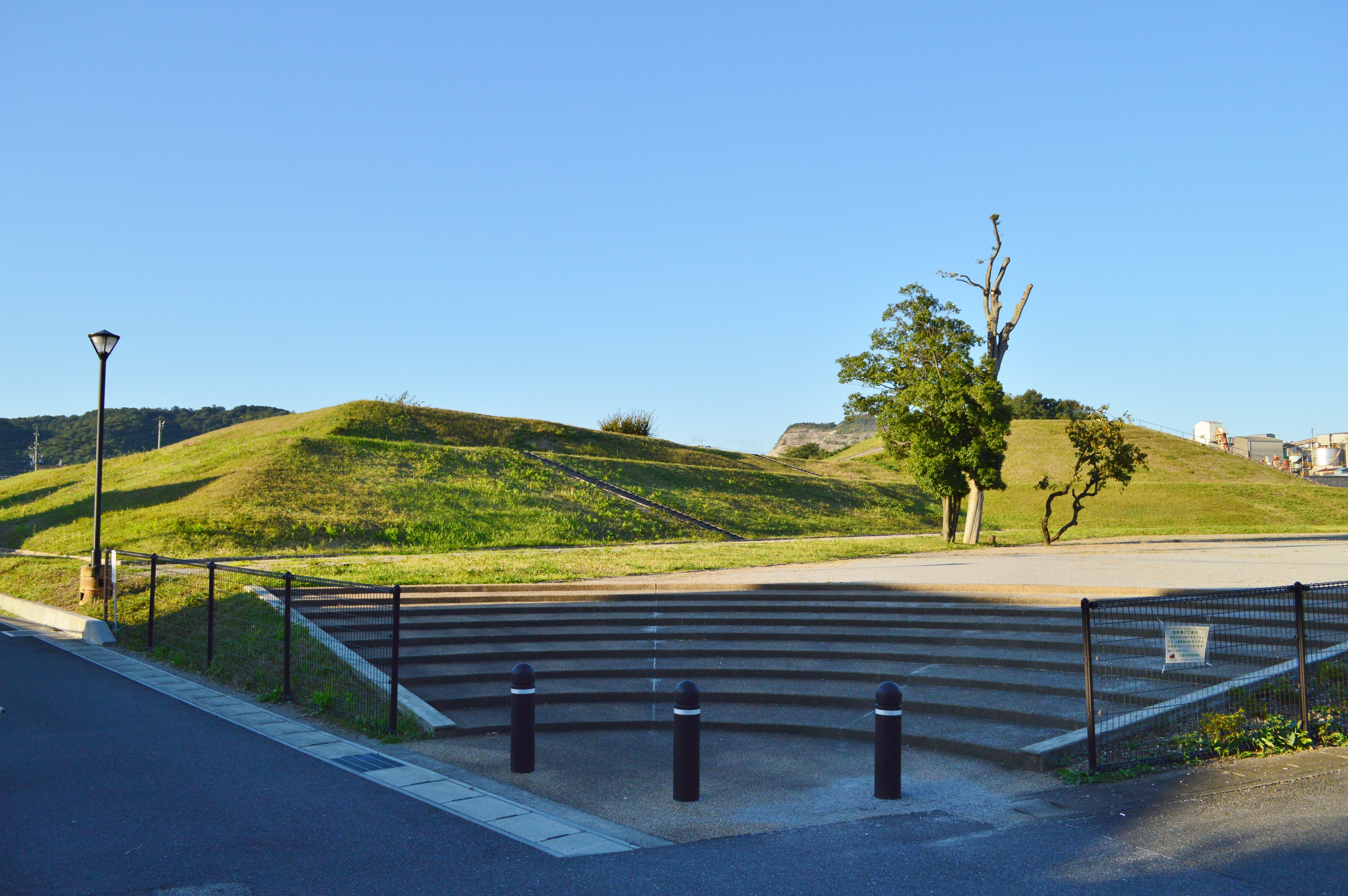
昼飯大塚古墳

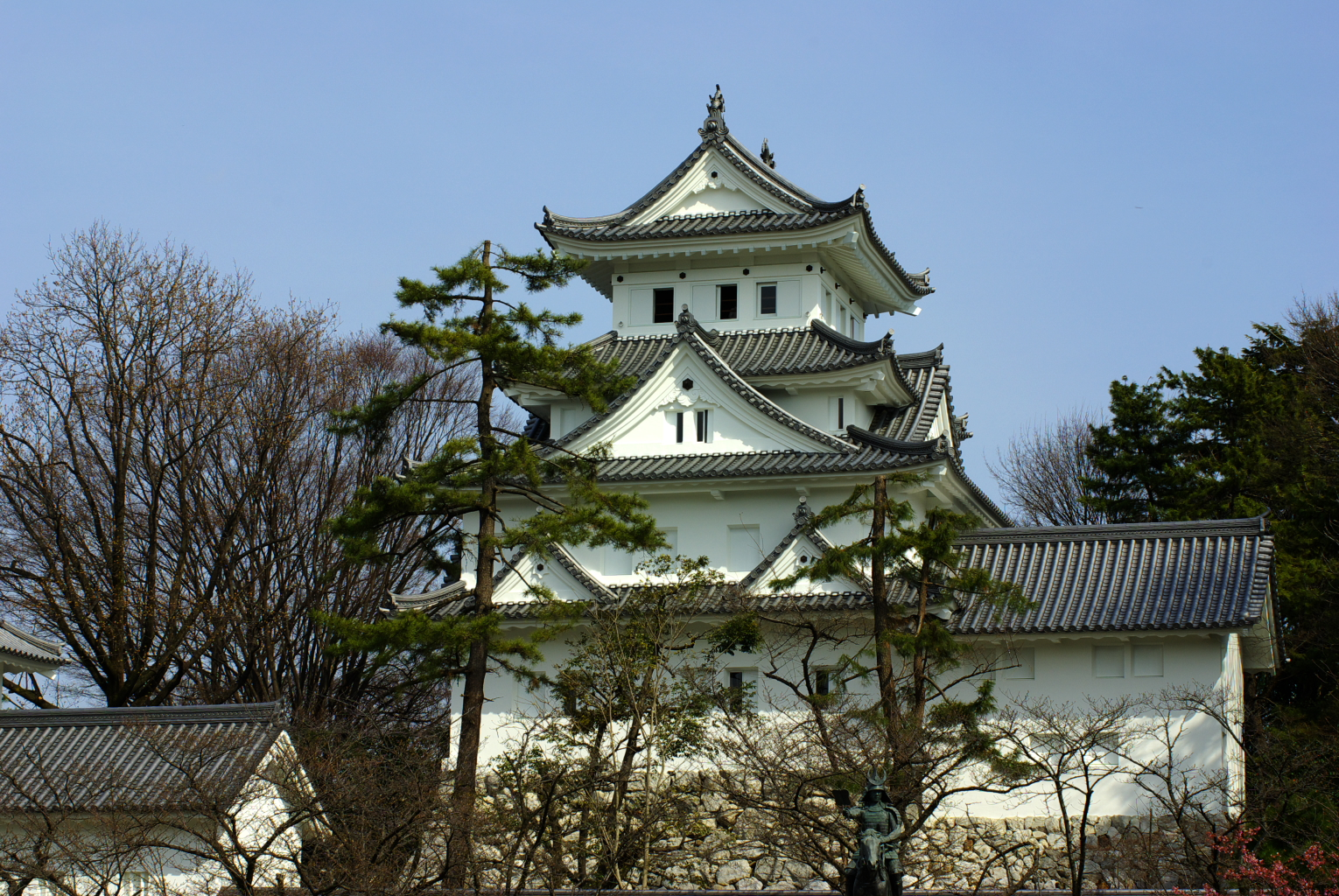
大垣城再建天守

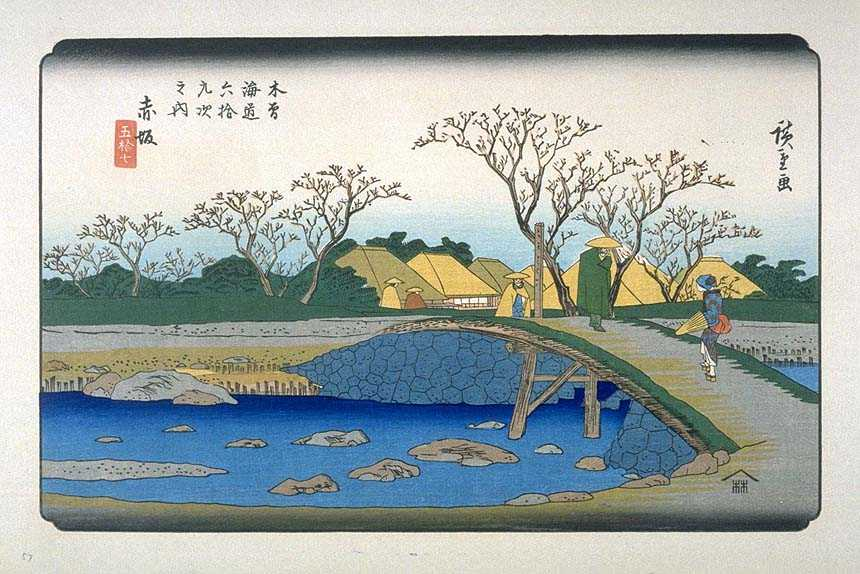
中山道六十九次 赤坂宿

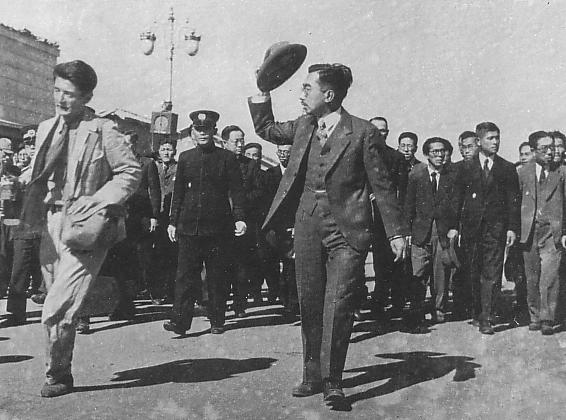
終戦後に大垣市を行幸する昭和天皇（1946年）

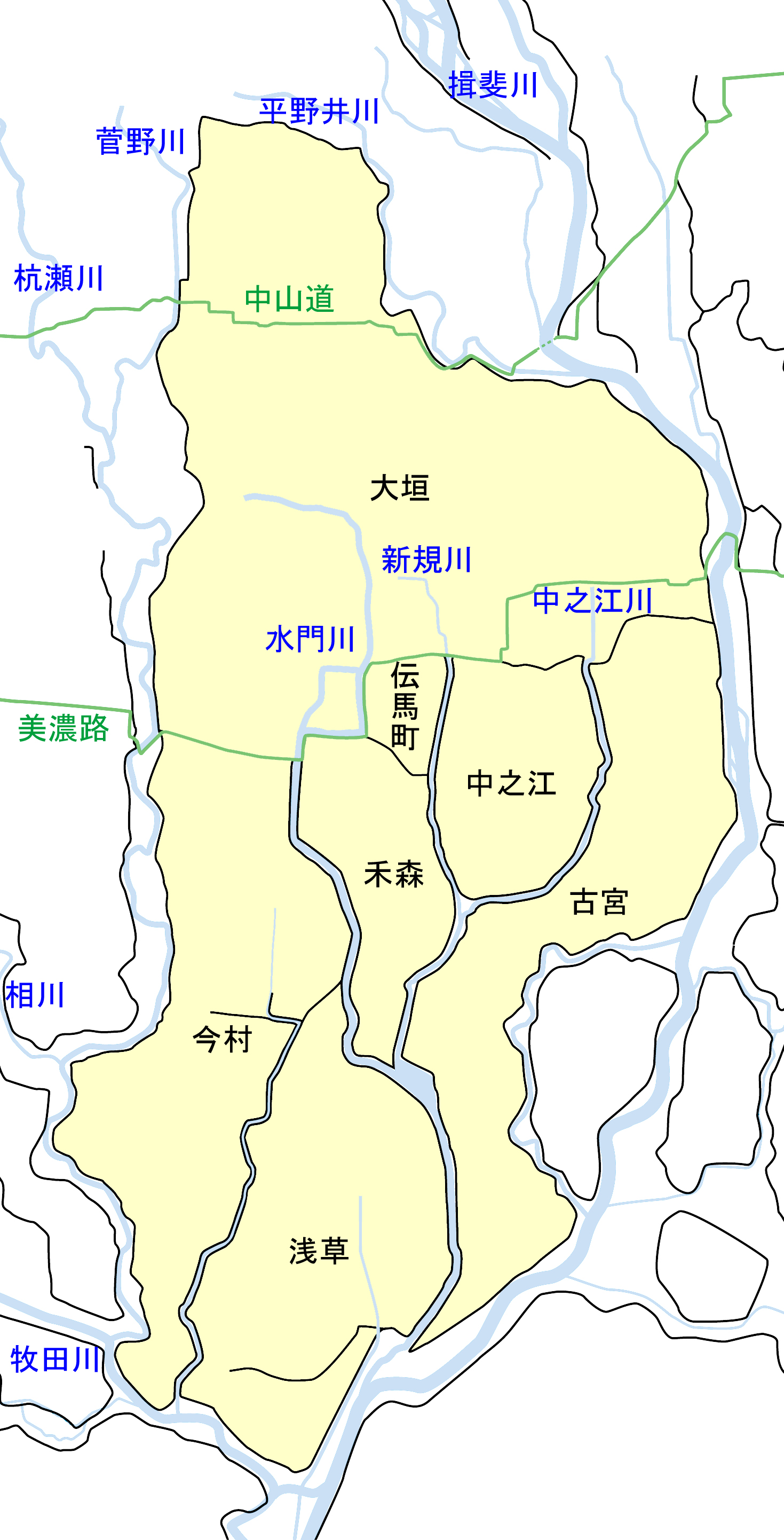
木曽三川分流工事前の大垣市中心部周辺の輪中と河川の様子

### 近代以前
古墳時代
- 4世紀末、昼飯大塚古墳が建造される。岐阜県下では現存する前方後円墳の中で最大規模である。

奈良時代
- 美濃国の美濃国分寺が建立される。

戦国時代
- 織田信長の美濃国攻略戦時に木下藤吉郎が墨俣城を築城する。

安土桃山時代
- 関ヶ原の戦い時、西軍の石田三成が大垣城を拠点とした。

江戸時代
- 大垣藩10万石の城下町として明治維新まで続いた。
- 中山道六十九次56番目の宿場町である赤坂宿のほか、美濃路の大垣宿・墨俣宿が整備された。

### 近代
明治
- 1870年 (明治3年) 9月 - 西濃地方暴風雨で被害甚大。
- 1873年 (明治6年) - 大垣公園が開園。
- 1879年 (明治12年) - 西濃地方にコレラが流行。
- 1881年 (明治14年) - 9月 大垣地方に暴風雨が発生、被害甚大。
- 1882年 (明治15年) 8月6日 - 曽根堤防決壊し、大垣輪中洪水。
- 1884年 (明治17年) 5月25日 - 大垣駅開業。
- 1885年 (明治18年) 7月1日 - 西濃地方に大暴風雨が発生、大垣輪中大洪水。
- 1887年 (明治20年) 1月 - 東海道線大垣～岐阜間開通。
- 1888年 (明治21年) 7月29日～9月12日 - 連続して暴風雨が襲来し、西濃一帯で大洪水が発生。
- 1889年 (明治22年) 10月 - 東海道線全線開通。
- 1891年（明治24年）10月28日 - 濃尾地震が発生。市内の建物が多数倒壊するなど被害多数[6]。
- 1892年 (明治25年) 7月23日 - 暴風雨で大垣輪中、不破郡東部が大被害。
- 1896年 (明治29年) 7月21日 - 3ヶ月にわたる暴風雨で西濃地方大被害。
- 1904年 (明治37年) 7月10日 - 杭瀬川が氾濫し、軍用列車が止まる。
- 1908年 (明治41年) 3月 - 大垣に電話開通。

### 近現代
大正
- 1913年 (大正2年) 7月 - 養老鉄道池野～大垣～養老間開通。
- 1919年 (大正8年) 4月 - 養老鉄道全線開通。
- 1919年 (大正8年) 8月 - 美濃赤坂線開通。

昭和
- 1934年 (昭和9年) 9月 - 室戸台風で西濃地方大被害。
- 1935年 (昭和10年) 11月 - 岐垣国道完成。
- 1938年 (昭和13年) 8月4日 - 市内で豪雨が発生、被害甚大。
- 1945年 (昭和20年) 3月 - 初の空襲をうける。
- 1945年（昭和20年）7月29日 - 大垣空襲。
- 1951年（昭和26年）
  - 1月10日 - 郭町で火災、マーケット銀座街へと延焼した。一戸約3坪のバラック90戸を含む105戸が焼失[7]。
  - 1月 - 市内の近江絹糸工場で赤痢患者が集団発生。412人が発病[8]。
- 1952年 (昭和27年) 8月 - 早苗町に大垣競輪場が竣工。
- 1953年 (昭和28年) 8月 - 郭町に大垣市スポーツセンター（現・大垣城ホール）が完成。
- 1956年 (昭和31年) 
  - 3月 - 樽見線（現在の樽見鉄道樽見線）開通。
  - 9月22日 - 十万石まつり始まる。
- 1957年（昭和32年）4月9日 - 昭和天皇、香淳皇后が市内に行幸啓。大垣養老華園、大日本紡績大垣化学工場などを視察[9]。
- 1959年 (昭和34年)
  - 8月 - 台風7号が西濃地方を直撃。
  - 9月 - 伊勢湾台風が本県を縦断し、未曽有の被害が発生。
  - 10月1日 - 南頬町4丁目に大垣市民病院が開業。
- 1960年 (昭和35年) 10月 - 人口が10万人を超える。
- 1961年 (昭和36年) 9月 - 美濃地方に第2室戸台風、被害甚大。
- 1964年 (昭和39年) 9月6日 - 名神高速道路、大垣ICが開通。
- 1968年 (昭和43年) 4月 - 新田町1丁目に大垣市民会館が完成。
- 1971年 (昭和46年) 3月 - 江崎町に西濃総合庁舎が完成。
- 1973年 (昭和48年) 8月 - 市の木クスノキ、市の花サツキを制定。
- 1974年 (昭和49年) 12月 - 岐大バイパス開通。
- 1975年 (昭和50年) 4月 - 大垣市文化会館落成。
- 1976年 (昭和51年) 8月 - 集中豪雨で市内の3分の1が浸水。
- 1980年 (昭和55年)
  - 1月 - 大垣市立図書館落成。
  - 2月 - 加賀野4丁目に大垣市総合体育館が落成。
- 1982年 (昭和57年) 5月2日 - 上石津緑の村公園開園。
- 1985年 (昭和60年)
  - 10月 - 戸田公入城350年祭開催。
  - 12月7日 - 大垣駅橋上駅化。
- 1986年 (昭和61年) 3月19日 - 大垣駅ビル「アピオ」オープン。
- 1987年 (昭和62年) 8月 - 大垣市北公園・浅中総合グラウンドが完成。
- 1988年（昭和63年）4月 - 市民憲章を制定。

### 現代
平成
- 1989年 (平成元年)
  - 3月25日 - 樽見鉄道全線開通。
  - 6月 - 新田町1丁目に大垣市民プールがオープン。
- 1992年 (平成4年) 
  - 4月 - 入方2丁目に大垣市輪中館が完成。
  - 8月9日 - スイトピアセンター文化ホールで岐阜・滋賀両県17市町により「伊吹山薬草サミット」を開催。
- 1993年 (平成5年) 5月 - 赤坂スポーツ公園が完成。
- 1995年 (平成7年) 8月 - 杭瀬川スポーツ公園が完成。「水都まつり」が「水まつり」に改称。
- 1996年 (平成8年) 6月 - 加賀野4丁目にソフトピアジャパンセンターがオープン。
- 1997年 (平成9年) 4月 - 入方2丁目に輪中生活館が会館。
- 1998年 (平成10年) 6月 - 米野町2丁目に大垣市武道館がオープン。
- 2001年 (平成13年) 7月 - 郭町2丁目に守屋多々志美術館がオープン。
- 2002年 (平成14年) 4月 - 市で「日本まんなか共和国」最初の文化都市となり、開都式が開催
- 2004年 (平成16年) 4月 - 大垣環状線開通。大垣芭蕉生誕360年祭開催。
- 2006年 (平成18年) 3月 - 西濃鉄道の昼飯線、市橋線の一部を廃止。
- 2008年 (平成20年) 10月 - 市の魚ハリヨを制定。
- 2009年 (平成21年) 9月 - 大垣駅南北自由通路「水都ブリッジ」が完成。
- 2011年 (平成23年) 8月 - 「水まつり」を「水都まつり」に改称。
- 2012年 (平成24年)
  - 4月 - さい川さくら公園が開園。
  - 4月8日 - 船町2丁目に奥の細道むすびの地記念館がオープン。
  - 9月15日 - 東海環状自動車道、大垣西IC～養老JCT間開通。
  - 9月16日 - 大垣駅北口広場完成。

令和
- 2019年（令和1年）12月 - 東海環状自動車道、大野神戸IC〜大垣西IC間開通[10]
- 2021年（令和3年） - 岐阜県暴力団排除条例が改正され、大垣駅南口一帯が暴力団排除特別強化地域に指定[11]。
- 2024年（令和6年）8月31日 - 台風10号の接近に伴う集中豪雨により、赤坂東地区などが冠水し道路や住宅が浸水する被害が生じた。この水害については河川氾濫ではなく内水氾濫の可能性も指摘されている[12]。

### 行政区域の変遷
1879年（明治12年）の時点における現在の市域は、安八郡、不破郡のそれぞれ一部、池田郡のごく一部、上石津郡の大部分にあたる。
- 1889年（明治22年）7月1日 - 町村制施行により安八郡大垣町が発足。
- 1918年（大正7年）4月1日 - 市制を施行。同時に市章を制定する[13]。
- 1928年（昭和3年）4月15日 - 安八郡北杭瀬村の一部（木戸・南一色・笠木・笠縫・河間）を編入。残部は赤坂町へ編入。
- 1934年（昭和9年）12月5日 - 安八郡南杭瀬村を編入。
- 1935年（昭和10年）6月1日 - 安八郡多芸島村を編入。
- 1936年（昭和11年）6月1日 - 安八郡安井村を編入。
- 1940年（昭和15年）2月11日 - 不破郡宇留生村・静里村を編入。
- 1947年（昭和22年）10月1日 - 不破郡綾里村・安八郡洲本村を編入。
- 1948年（昭和23年）
  - 6月1日 - 安八郡浅草村を編入。
  - 10月1日 - 安八郡川並村・牧村の一部（馬瀬）を編入。
- 1949年（昭和24年）4月1日 - 安八郡中川村を編入。
- 1951年（昭和26年）4月1日 - 安八郡和合村を編入[14]。
- 1952年（昭和27年）6月1日 - 安八郡三城村を編入[14]。
- 1954年（昭和29年）10月1日 - 不破郡荒崎村（大字綾戸を除く）を編入[14]。
- 1959年（昭和34年）4月1日 - 不破郡赤坂町（池尻）の一部と境界変更[14]。
- 1967年（昭和42年）9月1日 - 不破郡赤坂町を編入[14]。
- 1978年（昭和53年）9月1日 - 養老郡養老町と境界変更[14]。
- 2003年（平成15年）6月1日 - 養老郡養老町と境界変更。
- 2006年（平成18年）3月27日 - 安八郡墨俣町、養老郡上石津町を編入[14]。
- 2009年（平成21年）10月31日 - 瑞穂市と境界変更[14]。

| 旧郡   | 明治以前     | 明治以前   | 明治初年 - 明治7年         | 明治8年 - 明治11年       | 明治12年 - 明治22年         | 明治22年 7月1日 町村制施行 | 明治22年 - 明治30年         | 明治30年 4月1日      | 明治30年 - 大正15年         | 昭和元年 - 昭和30年          | 昭和元年 - 昭和30年               | 昭和31年 - 昭和40年         | 昭和41年 - 昭和64年          | 平成元年 - 現在              | 現在   |
| ------ | ------------ | ---------- | -------------------------- | ------------------------ | --------------------------- | -------------------------- | --------------------------- | -------------------- | --------------------------- | ---------------------------- | --------------------------------- | --------------------------- | ---------------------------- | ---------------------------- | ------ |
| 池田郡 | 市橋村       | 一部       | 市橋村の一部               | 市橋村の一部             | 市橋村の一部                | 市橋村 の一部              | 市橋村の一部                | 揖斐郡 八幡村 の一部 | 揖斐郡八幡村の一部          | 揖斐郡八幡村の一部           | 昭和30年4月1日 揖斐郡池田町の一部 | 昭和31年4月1日 赤坂町に編入 | 昭和42年9月1日 大垣市に編入  | 大垣市                       | 大垣市 |
| 不破郡 | 青墓村       | 青墓村     | 青墓村                     | 青墓村                   | 青墓村                      | 青墓村                     | 青墓村                      | 青墓村               | 青墓村                      | 青墓村                       | 昭和29年9月1日 赤坂町             | 赤坂町                      | 昭和42年9月1日 大垣市に編入  | 大垣市                       | 大垣市 |
| 不破郡 | 青野村       | 青野村     | 青野村                     | 青野村                   | 青野村                      | 青野村                     | 青野村                      | 青墓村               | 青墓村                      | 青墓村                       | 昭和29年9月1日 赤坂町             | 赤坂町                      | 昭和42年9月1日 大垣市に編入  | 大垣市                       | 大垣市 |
| 不破郡 | 榎戸村       | 榎戸村     | 榎戸村                     | 榎戸村                   | 榎戸村                      | 榎戸村                     | 榎戸村                      | 青墓村               | 青墓村                      | 青墓村                       | 昭和29年9月1日 赤坂町             | 赤坂町                      | 昭和42年9月1日 大垣市に編入  | 大垣市                       | 大垣市 |
| 不破郡 | 矢道村       | 矢道村     | 矢道村                     | 矢道村                   | 矢道村                      | 矢道村                     | 矢道村                      | 青墓村               | 青墓村                      | 青墓村                       | 昭和29年9月1日 赤坂町             | 赤坂町                      | 昭和42年9月1日 大垣市に編入  | 大垣市                       | 大垣市 |
| 不破郡 | 昼飯村       | 昼飯村     | 昼飯村                     | 昼飯村                   | 昼飯村                      | 昼飯村                     | 昼飯村                      | 青墓村               | 青墓村                      | 青墓村                       | 昭和29年9月1日 赤坂町             | 赤坂町                      | 昭和42年9月1日 大垣市に編入  | 大垣市                       | 大垣市 |
| 不破郡 | 赤坂村       | 赤坂村     | 赤坂村                     | 明治8年1月 赤坂村        | 赤坂村                      | 赤坂村                     | 赤坂村                      | 赤坂村               | 明治34年5月24日 町制 赤坂町 | 赤坂町                       | 昭和29年9月1日 赤坂町             | 赤坂町                      | 昭和42年9月1日 大垣市に編入  | 大垣市                       | 大垣市 |
| 不破郡 | 与市新田     | 与市新田   | 与市新田                   | 明治8年1月 赤坂村        | 赤坂村                      | 赤坂村                     | 赤坂村                      | 赤坂村               | 明治34年5月24日 町制 赤坂町 | 赤坂町                       | 昭和29年9月1日 赤坂町             | 赤坂町                      | 昭和42年9月1日 大垣市に編入  | 大垣市                       | 大垣市 |
| 安八郡 | 草道島村     | 草道島村   | 草道島村                   | 草道島村                 | 草道島村                    | 草道島村                   | 草道島村                    | 南平野村 の一部      | 南平野村の一部              | 昭和29年4月1日 赤坂町に編入  | 昭和29年9月1日 赤坂町             | 赤坂町                      | 昭和42年9月1日 大垣市に編入  | 大垣市                       | 大垣市 |
| 安八郡 | 青木村       | 青木村     | 青木村                     | 明治8年1月 四成村の一部  | 四成村                      | 四成村 の一部              | 四成村の一部                | 南平野村 の一部      | 南平野村の一部              | 昭和29年4月1日 赤坂町に編入  | 昭和29年9月1日 赤坂町             | 赤坂町                      | 昭和42年9月1日 大垣市に編入  | 大垣市                       | 大垣市 |
| 安八郡 | 興福地村     | 興福地村   | 興福地村                   | 興福地村                 | 興福地村                    | 興福地村                   | 興福地村                    | 北杭瀬村             | 北杭瀬村                    | 昭和3年4月15日 赤坂町に編入  | 昭和29年9月1日 赤坂町             | 赤坂町                      | 昭和42年9月1日 大垣市に編入  | 大垣市                       | 大垣市 |
| 安八郡 | 池尻村       | 池尻村     | 池尻村                     | 池尻村                   | 池尻村                      | 池尻村                     | 池尻村                      | 北杭瀬村             | 北杭瀬村                    | 昭和3年4月15日 赤坂町に編入  | 昭和29年9月1日 赤坂町             | 赤坂町                      | 昭和42年9月1日 大垣市に編入  | 大垣市                       | 大垣市 |
| 安八郡 | 河間村       | 河間村     | 河間村                     | 河間村                   | 河間村                      | 河間村                     | 河間村                      | 北杭瀬村             | 北杭瀬村                    | 昭和3年4月15日 大垣市に編入  | 大垣市                            | 大垣市                      | 大垣市                       | 大垣市                       | 大垣市 |
| 安八郡 | 笠木村       | 笠木村     | 笠木村                     | 笠木村                   | 笠木村                      | 笠木村                     | 笠木村                      | 北杭瀬村             | 北杭瀬村                    | 昭和3年4月15日 大垣市に編入  | 大垣市                            | 大垣市                      | 大垣市                       | 大垣市                       | 大垣市 |
| 安八郡 | 木戸村       | 木戸村     | 木戸村                     | 木戸村                   | 木戸村                      | 木戸村                     | 木戸村                      | 北杭瀬村             | 北杭瀬村                    | 昭和3年4月15日 大垣市に編入  | 大垣市                            | 大垣市                      | 大垣市                       | 大垣市                       | 大垣市 |
| 安八郡 | 一色村       | 一色村     | 明治7年 改称 南一色村      | 南一色村                 | 南一色村                    | 南一色村                   | 南一色村                    | 北杭瀬村             | 北杭瀬村                    | 昭和3年4月15日 大垣市に編入  | 大垣市                            | 大垣市                      | 大垣市                       | 大垣市                       | 大垣市 |
| 安八郡 | 笠縫村       | 笠縫村     | 笠縫村                     | 笠縫村                   | 笠縫村                      | 笠縫村                     | 笠縫村                      | 北杭瀬村             | 北杭瀬村                    | 昭和3年4月15日 大垣市に編入  | 大垣市                            | 大垣市                      | 大垣市                       | 大垣市                       | 大垣市 |
| 安八郡 | 室村         | 一部       | 室村                       | 室村                     | 室村                        | 笠縫村                     | 笠縫村                      | 北杭瀬村             | 北杭瀬村                    | 昭和3年4月15日 大垣市に編入  | 大垣市                            | 大垣市                      | 大垣市                       | 大垣市                       | 大垣市 |
| 安八郡 | 室村         | 大部分     | 室村                       | 室村                     | 室村                        | 安八郡 大垣町              | 大垣町                      | 大垣町               | 大正7年4月1日 市制 大垣市   | 大垣市                       | 大垣市                            | 大垣市                      | 大垣市                       | 大垣市                       | 大垣市 |
| 安八郡 | 大垣町       | 大垣町     | 大垣町                     | 大垣町                   | 大垣町                      | 安八郡 大垣町              | 大垣町                      | 大垣町               | 大正7年4月1日 市制 大垣市   | 大垣市                       | 大垣市                            | 大垣市                      | 大垣市                       | 大垣市                       | 大垣市 |
| 安八郡 | 切石村       | 切石村     | 切石村                     | 切石村                   | 切石村                      | 安八郡 大垣町              | 大垣町                      | 大垣町               | 大正7年4月1日 市制 大垣市   | 大垣市                       | 大垣市                            | 大垣市                      | 大垣市                       | 大垣市                       | 大垣市 |
| 安八郡 | 切石村       | 切石村     | 切石村                     | 明治8年6月 分立 久瀬川村 | 久瀬川村                    | 安八郡 大垣町              | 大垣町                      | 大垣町               | 大正7年4月1日 市制 大垣市   | 大垣市                       | 大垣市                            | 大垣市                      | 大垣市                       | 大垣市                       | 大垣市 |
| 安八郡 | 林本郷村     | 林本郷村   | 林本郷村                   | 明治8年1月 林村          | 明治14年8月13日 林本郷村    | 安八郡 大垣町              | 大垣町                      | 大垣町               | 大正7年4月1日 市制 大垣市   | 大垣市                       | 大垣市                            | 大垣市                      | 大垣市                       | 大垣市                       | 大垣市 |
| 安八郡 | 高屋村       | 高屋村     | 高屋村                     | 明治8年1月 林村          | 明治14年8月13日 分立 高屋村 | 安八郡 大垣町              | 大垣町                      | 大垣町               | 大正7年4月1日 市制 大垣市   | 大垣市                       | 大垣市                            | 大垣市                      | 大垣市                       | 大垣市                       | 大垣市 |
| 安八郡 | 西崎村       | 西崎村     | 西崎村                     | 西崎村                   | 西崎村                      | 安八郡 大垣町              | 大垣町                      | 大垣町               | 大正7年4月1日 市制 大垣市   | 大垣市                       | 大垣市                            | 大垣市                      | 大垣市                       | 大垣市                       | 大垣市 |
| 安八郡 | 宮村         | 宮村       | 宮村                       | 宮村                     | 宮村                        | 安八郡 大垣町              | 大垣町                      | 大垣町               | 大正7年4月1日 市制 大垣市   | 大垣市                       | 大垣市                            | 大垣市                      | 大垣市                       | 大垣市                       | 大垣市 |
| 安八郡 | 藤江村       | 藤江村     | 藤江村                     | 藤江村                   | 藤江村                      | 安八郡 大垣町              | 大垣町                      | 大垣町               | 大正7年4月1日 市制 大垣市   | 大垣市                       | 大垣市                            | 大垣市                      | 大垣市                       | 大垣市                       | 大垣市 |
| 安八郡 | 南頬村       | 南頬村     | 南頬村                     | 南頬村                   | 南頬村                      | 安八郡 大垣町              | 大垣町                      | 大垣町               | 大正7年4月1日 市制 大垣市   | 大垣市                       | 大垣市                            | 大垣市                      | 大垣市                       | 大垣市                       | 大垣市 |
| 安八郡 | 南寺内村     | 南寺内村   | 南寺内村                   | 南寺内村                 | 南寺内村                    | 安八郡 大垣町              | 大垣町                      | 大垣町               | 大正7年4月1日 市制 大垣市   | 大垣市                       | 大垣市                            | 大垣市                      | 大垣市                       | 大垣市                       | 大垣市 |
| 不破郡 | 若森村       | 一部       | 若森村                     | 若森村                   | 若森村                      | 安八郡 大垣町              | 大垣町                      | 大垣町               | 大正7年4月1日 市制 大垣市   | 大垣市                       | 大垣市                            | 大垣市                      | 大垣市                       | 大垣市                       | 大垣市 |
| 不破郡 | 若森村       | 一部を除く | 若森村                     | 若森村                   | 若森村                      | 安八郡 南杭瀬村            | 南杭瀬村                    | 南杭瀬村             | 南杭瀬村                    | 昭和9年12月5日 大垣市に編入  | 大垣市                            | 大垣市                      | 大垣市                       | 大垣市                       | 大垣市 |
| 不破郡 | 青柳村       | 青柳村     | 青柳村                     | 青柳村                   | 青柳村                      | 安八郡 南杭瀬村            | 南杭瀬村                    | 南杭瀬村             | 南杭瀬村                    | 昭和9年12月5日 大垣市に編入  | 大垣市                            | 大垣市                      | 大垣市                       | 大垣市                       | 大垣市 |
| 安八郡 | 今村         | 一部を除く | 明治5年 今村               | 今村                     | 今村                        | 安八郡 南杭瀬村            | 南杭瀬村                    | 南杭瀬村             | 南杭瀬村                    | 昭和9年12月5日 大垣市に編入  | 大垣市                            | 大垣市                      | 大垣市                       | 大垣市                       | 大垣市 |
| 安八郡 | 今村         | 一部       | 明治5年 今村               | 今村                     | 今村                        | 安八郡 大垣町              | 大垣町                      | 大垣町               | 大正7年4月1日 市制 大垣市   | 大垣市                       | 大垣市                            | 大垣市                      | 大垣市                       | 大垣市                       | 大垣市 |
| 安八郡 | 今村入方     | 今村入方   | 明治5年 今村               | 今村                     | 明治13年8月 分立 世安村     | 安八郡 大垣町              | 大垣町                      | 大垣町               | 大正7年4月1日 市制 大垣市   | 大垣市                       | 大垣市                            | 大垣市                      | 大垣市                       | 大垣市                       | 大垣市 |
| 安八郡 | 西高橋村     | 西高橋村   | 明治初年 高橋村            | 高橋村                   | 高橋村                      | 安八郡 大垣町              | 大垣町                      | 大垣町               | 大正7年4月1日 市制 大垣市   | 大垣市                       | 大垣市                            | 大垣市                      | 大垣市                       | 大垣市                       | 大垣市 |
| 安八郡 | 東高橋村     | 東高橋村   | 明治初年 高橋村            | 高橋村                   | 高橋村                      | 高橋村                     | 高橋村                      | 安井村               | 安井村                      | 昭和11年6月1日 大垣市に編入  | 大垣市                            | 大垣市                      | 大垣市                       | 大垣市                       | 大垣市 |
| 安八郡 | 東前村       | 東前村     | 東前村                     | 東前村                   | 東前村                      | 東前村                     | 東前村                      | 安井村               | 安井村                      | 昭和11年6月1日 大垣市に編入  | 大垣市                            | 大垣市                      | 大垣市                       | 大垣市                       | 大垣市 |
| 安八郡 | 犬ヶ淵村     | 犬ヶ淵村   | 犬ヶ淵村                   | 犬ヶ淵村                 | 犬ヶ淵村                    | 東前村                     | 東前村                      | 安井村               | 安井村                      | 昭和11年6月1日 大垣市に編入  | 大垣市                            | 大垣市                      | 大垣市                       | 大垣市                       | 大垣市 |
| 安八郡 | 長沢村       | 長沢村     | 長沢村                     | 長沢村                   | 長沢村                      | 長沢村                     | 長沢村                      | 安井村               | 安井村                      | 昭和11年6月1日 大垣市に編入  | 大垣市                            | 大垣市                      | 大垣市                       | 大垣市                       | 大垣市 |
| 安八郡 | 禾森村       | 禾森村     | 禾森村                     | 禾森村                   | 禾森村                      | 禾森村                     | 禾森村                      | 安井村               | 安井村                      | 昭和11年6月1日 大垣市に編入  | 大垣市                            | 大垣市                      | 大垣市                       | 大垣市                       | 大垣市 |
| 安八郡 | 築捨村       | 築捨村     | 築捨村                     | 築捨村                   | 築捨村                      | 築捨村                     | 築捨村                      | 安井村               | 安井村                      | 昭和11年6月1日 大垣市に編入  | 大垣市                            | 大垣市                      | 大垣市                       | 大垣市                       | 大垣市 |
| 安八郡 | 江崎村       | 江崎村     | 江崎村                     | 江崎村                   | 江崎村                      | 江崎村                     | 江崎村                      | 安井村               | 安井村                      | 昭和11年6月1日 大垣市に編入  | 大垣市                            | 大垣市                      | 大垣市                       | 大垣市                       | 大垣市 |
| 多芸郡 | 多芸島村     | 多芸島村   | 多芸島村                   | 多芸島村                 | 多芸島村                    | 多芸島村                   | 多芸島村                    | 安八郡 多芸島村      | 多芸島村                    | 昭和10年6月1日 大垣市に編入  | 大垣市                            | 大垣市                      | 大垣市                       | 大垣市                       | 大垣市 |
| 多芸郡 | 上笠村       | 上笠村     | 上笠村                     | 上笠村                   | 上笠村                      | 上笠村                     | 上笠村                      | 安八郡 多芸島村      | 多芸島村                    | 昭和10年6月1日 大垣市に編入  | 大垣市                            | 大垣市                      | 大垣市                       | 大垣市                       | 大垣市 |
| 多芸郡 | 大外羽村     | 大外羽村   | 大外羽村                   | 大外羽村                 | 明治15年7月 東大外羽村      | 東大外羽村                 | 東大外羽村                  | 安八郡 多芸島村      | 多芸島村                    | 昭和10年6月1日 大垣市に編入  | 大垣市                            | 大垣市                      | 大垣市                       | 大垣市                       | 大垣市 |
| 多芸郡 | 大外羽村     | 大外羽村   | 大外羽村                   | 大外羽村                 | 明治15年7月 西大外羽村      | 西大外羽村                 | 西大外羽村                  | 安八郡 多芸島村      | 多芸島村                    | 昭和10年6月1日 大垣市に編入  | 大垣市                            | 大垣市                      | 大垣市                       | 大垣市                       | 大垣市 |
| 多芸郡 | 上屋村       | 上屋村     | 上屋村                     | 上屋村                   | 上屋村                      | 西大外羽村                 | 西大外羽村                  | 安八郡 多芸島村      | 多芸島村                    | 昭和10年6月1日 大垣市に編入  | 大垣市                            | 大垣市                      | 大垣市                       | 大垣市                       | 大垣市 |
| 多芸郡 | 高淵村       | 高淵村     | 高淵村                     | 高淵村                   | 高淵村                      | 高淵村                     | 高淵村                      | 安八郡 多芸島村      | 多芸島村                    | 昭和10年6月1日 大垣市に編入  | 大垣市                            | 大垣市                      | 大垣市                       | 大垣市                       | 大垣市 |
| 安八郡 | 友江村       | 友江村     | 友江村                     | 友江村                   | 友江村                      | 安八郡 南杭瀬村            | 南杭瀬村                    | 安八郡 多芸島村      | 多芸島村                    | 昭和10年6月1日 大垣市に編入  | 大垣市                            | 大垣市                      | 大垣市                       | 大垣市                       | 大垣市 |
| 安八郡 | 割田村       | 割田村     | 割田村                     | 割田村                   | 割田村                      | 安八郡 南杭瀬村            | 南杭瀬村                    | 南杭瀬村             | 南杭瀬村                    | 昭和9年12月5日 大垣市に編入  | 大垣市                            | 大垣市                      | 大垣市                       | 大垣市                       | 大垣市 |
| 安八郡 | 割田村       | 割田村     | 明治7年 分立 外野村        | 外野村                   | 外野村                      | 安八郡 南杭瀬村            | 南杭瀬村                    | 南杭瀬村             | 南杭瀬村                    | 昭和9年12月5日 大垣市に編入  | 大垣市                            | 大垣市                      | 大垣市                       | 大垣市                       | 大垣市 |
| 安八郡 | 外花村       | 外花村     | 外花村                     | 外花村                   | 外花村                      | 安八郡 南杭瀬村            | 南杭瀬村                    | 南杭瀬村             | 南杭瀬村                    | 昭和9年12月5日 大垣市に編入  | 大垣市                            | 大垣市                      | 大垣市                       | 大垣市                       | 大垣市 |
| 安八郡 | 外花村       | 外花村     | 明治7年 分立 外渕村        | 外渕村                   | 外渕村                      | 外渕村                     | 外渕村                      | 洲本村               | 洲本村                      | 昭和22年10月1日 大垣市に編入 | 大垣市                            | 大垣市                      | 大垣市                       | 大垣市                       | 大垣市 |
| 安八郡 | 内阿原村     | 内阿原村   | 内阿原村                   | 内阿原村                 | 内阿原村                    | 内阿原村                   | 内阿原村                    | 洲本村               | 洲本村                      | 昭和22年10月1日 大垣市に編入 | 大垣市                            | 大垣市                      | 大垣市                       | 大垣市                       | 大垣市 |
| 安八郡 | 島里村       | 島里村     | 島里村                     | 島里村                   | 島里村                      | 島里村                     | 島里村                      | 洲本村               | 洲本村                      | 昭和22年10月1日 大垣市に編入 | 大垣市                            | 大垣市                      | 大垣市                       | 大垣市                       | 大垣市 |
| 安八郡 | 釜笛村       | 釜笛村     | 釜笛村                     | 釜笛村                   | 釜笛村                      | 釜笛村                     | 釜笛村                      | 洲本村               | 洲本村                      | 昭和22年10月1日 大垣市に編入 | 大垣市                            | 大垣市                      | 大垣市                       | 大垣市                       | 大垣市 |
| 安八郡 | 川口村       | 川口村     | 川口村                     | 川口村                   | 川口村                      | 川口村                     | 川口村                      | 洲本村               | 洲本村                      | 昭和22年10月1日 大垣市に編入 | 大垣市                            | 大垣市                      | 大垣市                       | 大垣市                       | 大垣市 |
| 安八郡 | 古宮村       | 古宮村     | 古宮村                     | 古宮村                   | 古宮村                      | 古宮村                     | 古宮村                      | 川並村               | 川並村                      | 昭和23年10月1日 大垣市に編入 | 大垣市                            | 大垣市                      | 大垣市                       | 大垣市                       | 大垣市 |
| 安八郡 | 小泉村       | 小泉村     | 小泉村                     | 小泉村                   | 小泉村                      | 小泉村                     | 小泉村                      | 川並村               | 川並村                      | 昭和23年10月1日 大垣市に編入 | 大垣市                            | 大垣市                      | 大垣市                       | 大垣市                       | 大垣市 |
| 安八郡 | 直江村       | 直江村     | 直江村                     | 直江村                   | 直江村                      | 直江村                     | 直江村                      | 川並村               | 川並村                      | 昭和23年10月1日 大垣市に編入 | 大垣市                            | 大垣市                      | 大垣市                       | 大垣市                       | 大垣市 |
| 安八郡 | 平村         | 平村       | 平村                       | 平村                     | 平村                        | 平村                       | 平村                        | 川並村               | 川並村                      | 昭和23年10月1日 大垣市に編入 | 大垣市                            | 大垣市                      | 大垣市                       | 大垣市                       | 大垣市 |
| 安八郡 | 米野村       | 米野村     | 米野村                     | 米野村                   | 米野村                      | 米野村                     | 米野村                      | 川並村               | 川並村                      | 昭和23年10月1日 大垣市に編入 | 大垣市                            | 大垣市                      | 大垣市                       | 大垣市                       | 大垣市 |
| 安八郡 | 深池村       | 深池村     | 深池村                     | 深池村                   | 深池村                      | 深池村                     | 深池村                      | 川並村               | 川並村                      | 昭和23年10月1日 大垣市に編入 | 大垣市                            | 大垣市                      | 大垣市                       | 大垣市                       | 大垣市 |
| 安八郡 | 難波野村     | 難波野村   | 難波野村                   | 難波野村                 | 難波野村                    | 難波野村                   | 難波野村                    | 川並村               | 川並村                      | 昭和23年10月1日 大垣市に編入 | 大垣市                            | 大垣市                      | 大垣市                       | 大垣市                       | 大垣市 |
| 安八郡 | 牧新田村     | 牧新田村   | 牧新田村                   | 牧新田村                 | 牧新田村                    | 難波野村                   | 難波野村                    | 川並村               | 川並村                      | 昭和23年10月1日 大垣市に編入 | 大垣市                            | 大垣市                      | 大垣市                       | 大垣市                       | 大垣市 |
| 安八郡 | 今福村       | 今福村     | 今福村                     | 今福村                   | 今福村                      | 今福村                     | 今福村                      | 川並村               | 川並村                      | 昭和23年10月1日 大垣市に編入 | 大垣市                            | 大垣市                      | 大垣市                       | 大垣市                       | 大垣市 |
| 安八郡 | 馬瀬村       | 馬瀬村     | 馬瀬村                     | 馬瀬村                   | 馬瀬村                      | 馬瀬村                     | 馬瀬村                      | 牧村 の一部          | 牧村の一部                  | 昭和23年10月1日 大垣市に編入 | 大垣市                            | 大垣市                      | 大垣市                       | 大垣市                       | 大垣市 |
| 安八郡 | 中川村       | 中川村     | 中川村                     | 中川村                   | 中川村                      | 中川村                     | 中川村                      | 中川村               | 中川村                      | 昭和24年4月1日 大垣市に編入  | 大垣市                            | 大垣市                      | 大垣市                       | 大垣市                       | 大垣市 |
| 安八郡 | 楽田村       | 楽田村     | 楽田村                     | 楽田村                   | 楽田村                      | 楽田村                     | 楽田村                      | 中川村               | 中川村                      | 昭和24年4月1日 大垣市に編入  | 大垣市                            | 大垣市                      | 大垣市                       | 大垣市                       | 大垣市 |
| 安八郡 | 貝曽根村     | 貝曽根村   | 貝曽根村                   | 貝曽根村                 | 貝曽根村                    | 貝曽根村                   | 貝曽根村                    | 中川村               | 中川村                      | 昭和24年4月1日 大垣市に編入  | 大垣市                            | 大垣市                      | 大垣市                       | 大垣市                       | 大垣市 |
| 安八郡 | 林東村       | 林東村     | 林東村                     | 明治8年1月 林村          | 明治14年8月13日 林東村      | 林東村                     | 林東村                      | 中川村               | 中川村                      | 昭和24年4月1日 大垣市に編入  | 大垣市                            | 大垣市                      | 大垣市                       | 大垣市                       | 大垣市 |
| 安八郡 | 林中村       | 林中村     | 林中村                     | 明治8年1月 林村          | 明治14年8月13日 林中村      | 林中村                     | 林中村                      | 中川村               | 中川村                      | 昭和24年4月1日 大垣市に編入  | 大垣市                            | 大垣市                      | 大垣市                       | 大垣市                       | 大垣市 |
| 安八郡 | 北方村       | 一部       | 明治7年 北方村             | 北方村                   | 北方村                      | 北方村                     | 北方村                      | 中川村               | 中川村                      | 昭和24年4月1日 大垣市に編入  | 大垣市                            | 大垣市                      | 大垣市                       | 大垣市                       | 大垣市 |
| 安八郡 | 曽根村       | 曽根村     | 曽根村                     | 曽根村                   | 曽根村                      | 曽根村                     | 曽根村                      | 中川村               | 中川村                      | 昭和24年4月1日 大垣市に編入  | 大垣市                            | 大垣市                      | 大垣市                       | 大垣市                       | 大垣市 |
| 安八郡 | 領家村       | 領家村     | 領家村                     | 領家村                   | 領家村                      | 領家村                     | 領家村                      | 中川村               | 中川村                      | 昭和24年4月1日 大垣市に編入  | 大垣市                            | 大垣市                      | 大垣市                       | 大垣市                       | 大垣市 |
| 安八郡 | 中野村       | 中野村     | 中野村                     | 中野村                   | 中野村                      | 中野村                     | 中野村                      | 中川村               | 中川村                      | 昭和24年4月1日 大垣市に編入  | 大垣市                            | 大垣市                      | 大垣市                       | 大垣市                       | 大垣市 |
| 安八郡 | 上開発村     | 上開発村   | 上開発村                   | 上開発村                 | 上開発村                    | 和合村                     | 和合村                      | 和合村               | 和合村                      | 昭和26年4月1日 大垣市に編入  | 大垣市                            | 大垣市                      | 大垣市                       | 大垣市                       | 大垣市 |
| 安八郡 | 下開発村     | 下開発村   | 下開発村                   | 下開発村                 | 下開発村                    | 和合村                     | 和合村                      | 和合村               | 和合村                      | 昭和26年4月1日 大垣市に編入  | 大垣市                            | 大垣市                      | 大垣市                       | 大垣市                       | 大垣市 |
| 安八郡 | 津村         | 津村       | 津村                       | 津村                     | 津村                        | 和合村                     | 和合村                      | 和合村               | 和合村                      | 昭和26年4月1日 大垣市に編入  | 大垣市                            | 大垣市                      | 大垣市                       | 大垣市                       | 大垣市 |
| 安八郡 | 大島村       | 大島村     | 大島村                     | 大島村                   | 大島村                      | 和合村                     | 和合村                      | 和合村               | 和合村                      | 昭和26年4月1日 大垣市に編入  | 大垣市                            | 大垣市                      | 大垣市                       | 大垣市                       | 大垣市 |
| 安八郡 | 大村         | 大村       | 大村                       | 大村                     | 大村                        | 世保村                     | 世保村                      | 三城村               | 三城村                      | 昭和27年6月1日 大垣市に編入  | 大垣市                            | 大垣市                      | 大垣市                       | 大垣市                       | 大垣市 |
| 安八郡 | 三本木村     | 三本木村   | 三本木村                   | 三本木村                 | 三本木村                    | 世保村                     | 世保村                      | 三城村               | 三城村                      | 昭和27年6月1日 大垣市に編入  | 大垣市                            | 大垣市                      | 大垣市                       | 大垣市                       | 大垣市 |
| 安八郡 | 万石村       | 万石村     | 万石村                     | 万石村                   | 万石村                      | 世保村                     | 世保村                      | 三城村               | 三城村                      | 昭和27年6月1日 大垣市に編入  | 大垣市                            | 大垣市                      | 大垣市                       | 大垣市                       | 大垣市 |
| 安八郡 | 波須村       | 波須村     | 波須村                     | 波須村                   | 波須村                      | 世保村                     | 世保村                      | 三城村               | 三城村                      | 昭和27年6月1日 大垣市に編入  | 大垣市                            | 大垣市                      | 大垣市                       | 大垣市                       | 大垣市 |
| 安八郡 | 今宿村       | 一部       | 今宿村                     | 今宿村                   | 今宿村                      | 世保村                     | 世保村                      | 三城村               | 三城村                      | 昭和27年6月1日 大垣市に編入  | 大垣市                            | 大垣市                      | 大垣市                       | 大垣市                       | 大垣市 |
| 安八郡 | 今宿村       | 一部を除く | 今宿村                     | 今宿村                   | 今宿村                      | 今宿村                     | 今宿村                      | 三城村               | 三城村                      | 昭和27年6月1日 大垣市に編入  | 大垣市                            | 大垣市                      | 大垣市                       | 大垣市                       | 大垣市 |
| 安八郡 | 三塚村       | 三塚村     | 三塚村                     | 三塚村                   | 三塚村                      | 三塚村                     | 三塚村                      | 三城村               | 三城村                      | 昭和27年6月1日 大垣市に編入  | 大垣市                            | 大垣市                      | 大垣市                       | 大垣市                       | 大垣市 |
| 安八郡 | 加賀野村     | 加賀野村   | 加賀野村                   | 加賀野村                 | 加賀野村                    | 加賀野村                   | 加賀野村                    | 三城村               | 三城村                      | 昭和27年6月1日 大垣市に編入  | 大垣市                            | 大垣市                      | 大垣市                       | 大垣市                       | 大垣市 |
| 安八郡 | 小野村       | 小野村     | 小野村                     | 小野村                   | 小野村                      | 小野村                     | 小野村                      | 三城村               | 三城村                      | 昭和27年6月1日 大垣市に編入  | 大垣市                            | 大垣市                      | 大垣市                       | 大垣市                       | 大垣市 |
| 安八郡 | 沢渡村       | 沢渡村     | 沢渡村                     | 沢渡村                   | 沢渡村                      | 沢渡村                     | 沢渡村                      | 三城村               | 三城村                      | 昭和27年6月1日 大垣市に編入  | 大垣市                            | 大垣市                      | 大垣市                       | 大垣市                       | 大垣市 |
| 安八郡 | 浅草東村     | 浅草東村   | 浅草東村                   | 浅草東村                 | 浅草東村                    | 浅草東村                   | 浅草東村                    | 安八郡 浅草村        | 浅草村                      | 昭和23年6月1日 大垣市に編入  | 大垣市                            | 大垣市                      | 大垣市                       | 大垣市                       | 大垣市 |
| 安八郡 | 浅草中村     | 浅草中村   | 浅草中村                   | 浅草中村                 | 浅草中村                    | 浅草中村                   | 浅草中村                    | 安八郡 浅草村        | 浅草村                      | 昭和23年6月1日 大垣市に編入  | 大垣市                            | 大垣市                      | 大垣市                       | 大垣市                       | 大垣市 |
| 安八郡 | 浅草西村     | 浅草西村   | 浅草西村                   | 浅草西村                 | 浅草西村                    | 浅草西村                   | 浅草西村                    | 安八郡 浅草村        | 浅草村                      | 昭和23年6月1日 大垣市に編入  | 大垣市                            | 大垣市                      | 大垣市                       | 大垣市                       | 大垣市 |
| 多芸郡 | 横曽根村     | 横曽根村   | 横曽根村                   | 横曽根村                 | 横曽根村                    | 横曽根村                   | 横曽根村                    | 安八郡 浅草村        | 浅草村                      | 昭和23年6月1日 大垣市に編入  | 大垣市                            | 大垣市                      | 大垣市                       | 大垣市                       | 大垣市 |
| 多芸郡 | 野口村       | 野口村     | 野口村                     | 野口村                   | 野口村                      | 野口村                     | 野口村                      | 不破郡 綾里村        | 綾里村                      | 昭和22年10月1日 大垣市に編入 | 大垣市                            | 大垣市                      | 大垣市                       | 大垣市                       | 大垣市 |
| 不破郡 | 綾野村       | 綾野村     | 綾野村                     | 綾野村                   | 綾野村                      | 綾野村                     | 綾野村                      | 不破郡 綾里村        | 綾里村                      | 昭和22年10月1日 大垣市に編入 | 大垣市                            | 大垣市                      | 大垣市                       | 大垣市                       | 大垣市 |
| 不破郡 | 塩田村       | 塩田村     | 塩田村                     | 明治8年1月 静里村        | 静里村                      | 静里村                     | 静里村                      | 静里村               | 静里村                      | 昭和15年2月11日 大垣市に編入 | 大垣市                            | 大垣市                      | 大垣市                       | 大垣市                       | 大垣市 |
| 不破郡 | 徳光村       | 徳光村     | 徳光村                     | 明治8年1月 静里村        | 静里村                      | 静里村                     | 静里村                      | 静里村               | 静里村                      | 昭和15年2月11日 大垣市に編入 | 大垣市                            | 大垣市                      | 大垣市                       | 大垣市                       | 大垣市 |
| 不破郡 | 荒川村       | 荒川村     | 荒川村                     | 荒川村                   | 荒川村                      | 荒川村                     | 荒川村                      | 静里村               | 静里村                      | 昭和15年2月11日 大垣市に編入 | 大垣市                            | 大垣市                      | 大垣市                       | 大垣市                       | 大垣市 |
| 不破郡 | 久徳村       | 久徳村     | 久徳村                     | 久徳村                   | 久徳村                      | 久徳村                     | 久徳村                      | 静里村               | 静里村                      | 昭和15年2月11日 大垣市に編入 | 大垣市                            | 大垣市                      | 大垣市                       | 大垣市                       | 大垣市 |
| 不破郡 | 中曽根村     | 中曽根村   | 中曽根村                   | 中曽根村                 | 中曽根村                    | 中曽根村                   | 中曽根村                    | 静里村               | 静里村                      | 昭和15年2月11日 大垣市に編入 | 大垣市                            | 大垣市                      | 大垣市                       | 大垣市                       | 大垣市 |
| 不破郡 | 桧村         | 桧村       | 桧村                       | 桧村                     | 桧村                        | 桧村                       | 桧村                        | 静里村               | 静里村                      | 昭和15年2月11日 大垣市に編入 | 大垣市                            | 大垣市                      | 大垣市                       | 大垣市                       | 大垣市 |
| 不破郡 | 福田村       | 福田村     | 福田村                     | 福田村                   | 明治18年7月15日 福田村      | 福田村                     | 福田村                      | 宇留生村             | 宇留生村                    | 昭和15年2月11日 大垣市に編入 | 大垣市                            | 大垣市                      | 大垣市                       | 大垣市                       | 大垣市 |
| 不破郡 | 笠毛村       | 笠毛村     | 笠毛村                     | 笠毛村                   | 明治18年7月15日 福田村      | 福田村                     | 福田村                      | 宇留生村             | 宇留生村                    | 昭和15年2月11日 大垣市に編入 | 大垣市                            | 大垣市                      | 大垣市                       | 大垣市                       | 大垣市 |
| 不破郡 | 荒尾村       | 荒尾村     | 荒尾村                     | 荒尾村                   | 荒尾村                      | 荒尾村                     | 荒尾村                      | 宇留生村             | 宇留生村                    | 昭和15年2月11日 大垣市に編入 | 大垣市                            | 大垣市                      | 大垣市                       | 大垣市                       | 大垣市 |
| 不破郡 | 牧野新田     | 牧野新田   | 牧野新田                   | 牧野新田                 | 明治20年 改称 牧野村        | 牧野村                     | 牧野村                      | 宇留生村             | 宇留生村                    | 昭和15年2月11日 大垣市に編入 | 大垣市                            | 大垣市                      | 大垣市                       | 大垣市                       | 大垣市 |
| 不破郡 | 長松村       | 長松村     | 長松村                     | 長松村                   | 長松村                      | 長松村                     | 長松村                      | 荒崎村               | 荒崎村                      | 荒崎村                       | 昭和29年10月1日 大垣市に編入      | 大垣市                      | 大垣市                       | 大垣市                       | 大垣市 |
| 不破郡 | 十六村       | 十六村     | 十六村                     | 十六村                   | 十六村                      | 十六村                     | 十六村                      | 荒崎村               | 荒崎村                      | 荒崎村                       | 昭和29年10月1日 大垣市に編入      | 大垣市                      | 大垣市                       | 大垣市                       | 大垣市 |
| 不破郡 | 島村         | 島村       | 島村                       | 島村                     | 島村                        | 島村                       | 島村                        | 荒崎村               | 荒崎村                      | 荒崎村                       | 昭和29年10月1日 大垣市に編入      | 大垣市                      | 大垣市                       | 大垣市                       | 大垣市 |
| 安八郡 | 墨俣村       | 墨俣村     | 墨俣村                     | 墨俣村                   | 墨俣村                      | 墨俣村                     | 明治27年9月24日 町制 墨俣町 | 墨俣町               | 墨俣町                      | 墨俣町                       | 墨俣町                            | 墨俣町                      | 墨俣町                       | 平成18年3月27日 大垣市に編入 | 大垣市 |
| 安八郡 | 西橋村       | 西橋村     | 明治4年 西橋村             | 西橋村                   | 西橋村                      | 西橋村                     | 西橋村                      | 墨俣町               | 墨俣町                      | 墨俣町                       | 墨俣町                            | 墨俣町                      | 墨俣町                       | 平成18年3月27日 大垣市に編入 | 大垣市 |
| 安八郡 | 西之橋村     |            | 明治4年 西橋村             | 西橋村                   | 西橋村                      | 西橋村                     | 西橋村                      | 墨俣町               | 墨俣町                      | 墨俣町                       | 墨俣町                            | 墨俣町                      | 墨俣町                       | 平成18年3月27日 大垣市に編入 | 大垣市 |
| 安八郡 | 下宿村       | 下宿村     | 下宿村                     | 下宿村                   | 下宿村                      | 下宿村                     | 下宿村                      | 墨俣町               | 墨俣町                      | 墨俣町                       | 墨俣町                            | 墨俣町                      | 墨俣町                       | 平成18年3月27日 大垣市に編入 | 大垣市 |
| 安八郡 | 二ツ木村     | 二ツ木村   | 二ツ木村                   | 二ツ木村                 | 二ツ木村                    | 二ツ木村                   | 二ツ木村                    | 墨俣町               | 墨俣町                      | 墨俣町                       | 墨俣町                            | 墨俣町                      | 墨俣町                       | 平成18年3月27日 大垣市に編入 | 大垣市 |
| 石津郡 | 宮村         | 宮村       | 宮村                       | 明治8年1月 宮村          | 宮村                        | 多良村                     | 多良村                      | 多良村               | 多良村                      | 多良村                       | 昭和30年1月15日 上石津村          | 上石津村                    | 昭和44年4月1日 町制 上石津町 | 平成18年3月27日 大垣市に編入 | 大垣市 |
| 石津郡 | 羽ヶ原村     | 羽ヶ原村   | 羽ヶ原村                   | 明治8年1月 宮村          | 宮村                        | 多良村                     | 多良村                      | 多良村               | 多良村                      | 多良村                       | 昭和30年1月15日 上石津村          | 上石津村                    | 昭和44年4月1日 町制 上石津町 | 平成18年3月27日 大垣市に編入 | 大垣市 |
| 石津郡 | 禰宜村       | 禰宜村     | 禰宜上村                   | 明治8年1月 禰宜上村      | 禰宜上村                    | 多良村                     | 多良村                      | 多良村               | 多良村                      | 多良村                       | 昭和30年1月15日 上石津村          | 上石津村                    | 昭和44年4月1日 町制 上石津町 | 平成18年3月27日 大垣市に編入 | 大垣市 |
| 石津郡 | 上野村       | 上野村     | 上野村                     | 明治8年1月 禰宜上村      | 禰宜上村                    | 多良村                     | 多良村                      | 多良村               | 多良村                      | 多良村                       | 昭和30年1月15日 上石津村          | 上石津村                    | 昭和44年4月1日 町制 上石津町 | 平成18年3月27日 大垣市に編入 | 大垣市 |
| 石津郡 | 奥村         | 奥村       | 奥村                       | 奥村                     | 奥村                        | 多良村                     | 多良村                      | 多良村               | 多良村                      | 多良村                       | 昭和30年1月15日 上石津村          | 上石津村                    | 昭和44年4月1日 町制 上石津町 | 平成18年3月27日 大垣市に編入 | 大垣市 |
| 石津郡 | 谷畑村       | 谷畑村     | 谷畑村                     | 谷畑村                   | 谷畑村                      | 多良村                     | 多良村                      | 多良村               | 多良村                      | 多良村                       | 昭和30年1月15日 上石津村          | 上石津村                    | 昭和44年4月1日 町制 上石津町 | 平成18年3月27日 大垣市に編入 | 大垣市 |
| 石津郡 | 上原村       | 上原村     | 上原村                     | 上原村                   | 上原村                      | 多良村                     | 多良村                      | 多良村               | 多良村                      | 多良村                       | 昭和30年1月15日 上石津村          | 上石津村                    | 昭和44年4月1日 町制 上石津町 | 平成18年3月27日 大垣市に編入 | 大垣市 |
| 石津郡 | 鍛冶屋村     | 鍛冶屋村   | 明治7年9月 改称 上鍛冶屋村 | 上鍛冶屋村               | 上鍛冶屋村                  | 多良村                     | 多良村                      | 多良村               | 多良村                      | 多良村                       | 昭和30年1月15日 上石津村          | 上石津村                    | 昭和44年4月1日 町制 上石津町 | 平成18年3月27日 大垣市に編入 | 大垣市 |
| 石津郡 | 北脇村       | 北脇村     | 明治7年9月 下多良村        | 下多良村                 | 下多良村                    | 多良村                     | 多良村                      | 多良村               | 多良村                      | 多良村                       | 昭和30年1月15日 上石津村          | 上石津村                    | 昭和44年4月1日 町制 上石津町 | 平成18年3月27日 大垣市に編入 | 大垣市 |
| 石津郡 | 淵ノ上村     |            | 明治7年9月 下多良村        | 下多良村                 | 下多良村                    | 多良村                     | 多良村                      | 多良村               | 多良村                      | 多良村                       | 昭和30年1月15日 上石津村          | 上石津村                    | 昭和44年4月1日 町制 上石津町 | 平成18年3月27日 大垣市に編入 | 大垣市 |
| 石津郡 | 東山村       |            | 明治7年9月 下多良村        | 下多良村                 | 下多良村                    | 多良村                     | 多良村                      | 多良村               | 多良村                      | 多良村                       | 昭和30年1月15日 上石津村          | 上石津村                    | 昭和44年4月1日 町制 上石津町 | 平成18年3月27日 大垣市に編入 | 大垣市 |
| 石津郡 | 前夫村       | 前夫村     | 明治7年9月 前ヶ瀬村        | 前ヶ瀬村                 | 前ヶ瀬村                    | 多良村                     | 多良村                      | 多良村               | 多良村                      | 多良村                       | 昭和30年1月15日 上石津村          | 上石津村                    | 昭和44年4月1日 町制 上石津町 | 平成18年3月27日 大垣市に編入 | 大垣市 |
| 石津郡 | 小山瀬村     |            | 明治7年9月 前ヶ瀬村        | 前ヶ瀬村                 | 前ヶ瀬村                    | 多良村                     | 多良村                      | 多良村               | 多良村                      | 多良村                       | 昭和30年1月15日 上石津村          | 上石津村                    | 昭和44年4月1日 町制 上石津町 | 平成18年3月27日 大垣市に編入 | 大垣市 |
| 石津郡 | 前夫小山瀬郷 |            | 明治7年9月 前ヶ瀬村        | 前ヶ瀬村                 | 前ヶ瀬村                    | 多良村                     | 多良村                      | 多良村               | 多良村                      | 多良村                       | 昭和30年1月15日 上石津村          | 上石津村                    | 昭和44年4月1日 町制 上石津町 | 平成18年3月27日 大垣市に編入 | 大垣市 |
| 石津郡 | 栃谷村       | 栃谷村     | 明治7年9月 西山村          | 西山村                   | 西山村                      | 多良村                     | 多良村                      | 多良村               | 多良村                      | 多良村                       | 昭和30年1月15日 上石津村          | 上石津村                    | 昭和44年4月1日 町制 上石津町 | 平成18年3月27日 大垣市に編入 | 大垣市 |
| 石津郡 | 屋敷村       |            | 明治7年9月 西山村          | 西山村                   | 西山村                      | 多良村                     | 多良村                      | 多良村               | 多良村                      | 多良村                       | 昭和30年1月15日 上石津村          | 上石津村                    | 昭和44年4月1日 町制 上石津町 | 平成18年3月27日 大垣市に編入 | 大垣市 |
| 石津郡 | 延坂村       |            | 明治7年9月 西山村          | 西山村                   | 西山村                      | 多良村                     | 多良村                      | 多良村               | 多良村                      | 多良村                       | 昭和30年1月15日 上石津村          | 上石津村                    | 昭和44年4月1日 町制 上石津町 | 平成18年3月27日 大垣市に編入 | 大垣市 |
| 石津郡 | 馬瀬村       | 馬瀬村     | 三ツ里村                   | 明治8年1月 三ツ里村      | 三ツ里村                    | 多良村                     | 多良村                      | 多良村               | 多良村                      | 多良村                       | 昭和30年1月15日 上石津村          | 上石津村                    | 昭和44年4月1日 町制 上石津町 | 平成18年3月27日 大垣市に編入 | 大垣市 |
| 石津郡 | 松之木村     | 松之木村   | 松之木村                   | 明治8年1月 三ツ里村      | 三ツ里村                    | 多良村                     | 多良村                      | 多良村               | 多良村                      | 多良村                       | 昭和30年1月15日 上石津村          | 上石津村                    | 昭和44年4月1日 町制 上石津町 | 平成18年3月27日 大垣市に編入 | 大垣市 |
| 石津郡 | 岩須村       | 岩須村     | 岩須村                     | 明治8年1月 三ツ里村      | 三ツ里村                    | 多良村                     | 多良村                      | 多良村               | 多良村                      | 多良村                       | 昭和30年1月15日 上石津村          | 上石津村                    | 昭和44年4月1日 町制 上石津町 | 平成18年3月27日 大垣市に編入 | 大垣市 |
| 石津郡 | 猪尻村       | 猪尻村     | 猪尻村                     | 明治8年1月 上多良村      | 上多良村                    | 多良村                     | 多良村                      | 多良村               | 多良村                      | 多良村                       | 昭和30年1月15日 上石津村          | 上石津村                    | 昭和44年4月1日 町制 上石津町 | 平成18年3月27日 大垣市に編入 | 大垣市 |
| 石津郡 | 樫原村       | 樫原村     | 樫原村                     | 明治8年1月 上多良村      | 上多良村                    | 多良村                     | 多良村                      | 多良村               | 多良村                      | 多良村                       | 昭和30年1月15日 上石津村          | 上石津村                    | 昭和44年4月1日 町制 上石津町 | 平成18年3月27日 大垣市に編入 | 大垣市 |
| 石津郡 | 名及村       | 名及村     | 名及村                     | 明治8年1月 上多良村      | 上多良村                    | 多良村                     | 多良村                      | 多良村               | 多良村                      | 多良村                       | 昭和30年1月15日 上石津村          | 上石津村                    | 昭和44年4月1日 町制 上石津町 | 平成18年3月27日 大垣市に編入 | 大垣市 |
| 石津郡 | 欠之脇村     | 欠之脇村   | 欠之脇村                   | 明治8年1月 上多良村      | 上多良村                    | 多良村                     | 多良村                      | 多良村               | 多良村                      | 多良村                       | 昭和30年1月15日 上石津村          | 上石津村                    | 昭和44年4月1日 町制 上石津町 | 平成18年3月27日 大垣市に編入 | 大垣市 |
| 石津郡 | 堂ノ上村     | 堂ノ上村   | 明治7年9月 下堂ノ上村      | 明治8年1月 上多良村      | 上多良村                    | 多良村                     | 多良村                      | 多良村               | 多良村                      | 多良村                       | 昭和30年1月15日 上石津村          | 上石津村                    | 昭和44年4月1日 町制 上石津町 | 平成18年3月27日 大垣市に編入 | 大垣市 |
| 石津郡 | 堂ノ上村     | 堂ノ上村   | 明治7年9月 上堂ノ上村      | 上堂ノ上村               | 上堂ノ上村                  | 冠村                       | 明治23年3月24日 改称 時村   | 時村                 | 時村                        | 時村                         | 昭和30年1月15日 上石津村          | 上石津村                    | 昭和44年4月1日 町制 上石津町 | 平成18年3月27日 大垣市に編入 | 大垣市 |
| 石津郡 | 下村         | 下村       | 明治7年9月 下山村          | 下山村                   | 下山村                      | 冠村                       | 明治23年3月24日 改称 時村   | 時村                 | 時村                        | 時村                         | 昭和30年1月15日 上石津村          | 上石津村                    | 昭和44年4月1日 町制 上石津町 | 平成18年3月27日 大垣市に編入 | 大垣市 |
| 石津郡 | 山上村       |            | 明治7年9月 下山村          | 下山村                   | 下山村                      | 冠村                       | 明治23年3月24日 改称 時村   | 時村                 | 時村                        | 時村                         | 昭和30年1月15日 上石津村          | 上石津村                    | 昭和44年4月1日 町制 上石津町 | 平成18年3月27日 大垣市に編入 | 大垣市 |
| 石津郡 | 打上村       | 打上村     | 打上村                     | 打上村                   | 打上村                      | 冠村                       | 明治23年3月24日 改称 時村   | 時村                 | 時村                        | 時村                         | 昭和30年1月15日 上石津村          | 上石津村                    | 昭和44年4月1日 町制 上石津町 | 平成18年3月27日 大垣市に編入 | 大垣市 |
| 石津郡 | 上村         | 上村       | 上村                       | 上村                     | 上村                        | 冠村                       | 明治23年3月24日 改称 時村   | 時村                 | 時村                        | 時村                         | 昭和30年1月15日 上石津村          | 上石津村                    | 昭和44年4月1日 町制 上石津町 | 平成18年3月27日 大垣市に編入 | 大垣市 |
| 石津郡 | 細野村       | 細野村     | 細野村                     | 細野村                   | 細野村                      | 冠村                       | 明治23年3月24日 改称 時村   | 時村                 | 時村                        | 時村                         | 昭和30年1月15日 上石津村          | 上石津村                    | 昭和44年4月1日 町制 上石津町 | 平成18年3月27日 大垣市に編入 | 大垣市 |
| 石津郡 | 時山村       | 時山村     | 時山村                     | 時山村                   | 時山村                      | 時山村                     | 時山村                      | 時村                 | 時村                        | 時村                         | 昭和30年1月15日 上石津村          | 上石津村                    | 昭和44年4月1日 町制 上石津町 | 平成18年3月27日 大垣市に編入 | 大垣市 |
| 石津郡 | 牧田村       | 牧田村     | 牧田村                     | 牧田村                   | 牧田村                      | 牧田村                     | 牧田村                      | 牧田村               | 牧田村                      | 牧田村                       | 昭和30年1月15日 上石津村          | 上石津村                    | 昭和44年4月1日 町制 上石津町 | 平成18年3月27日 大垣市に編入 | 大垣市 |
| 石津郡 | 乙坂村       | 乙坂村     | 乙坂村                     | 乙坂村                   | 乙坂村                      | 乙坂村                     | 乙坂村                      | 牧田村               | 牧田村                      | 牧田村                       | 昭和30年1月15日 上石津村          | 上石津村                    | 昭和44年4月1日 町制 上石津町 | 平成18年3月27日 大垣市に編入 | 大垣市 |
| 石津郡 | 一之瀬村     | 一之瀬村   | 一之瀬村                   | 一之瀬村                 | 一之瀬村                    | 一之瀬村                   | 一之瀬村                    | 一之瀬村             | 一之瀬村                    | 一之瀬村                     | 昭和30年1月15日 上石津村          | 上石津村                    | 昭和44年4月1日 町制 上石津町 | 平成18年3月27日 大垣市に編入 | 大垣市 |

## 行政

### 市長
歴代市長
- 初代：三原範治（1918年7月20日～1921年12月9日、1期）
- 2代：土屋峰吉（1922年1月23日～1924年2月15日、1期）
- 3代：東島卯八（1924年10月4日～1945年12月20日、6期）
- 4代：安藤又三郎（1945年12月21日～1946年12月8日、1期）
- 5代：川合一（1947年4月5日～1953年5月16日、2期）
- 6代：三輪勝治（1953年6月6日～1957年8月9日、2期）
- 7代：山本庄一（1957年9月20日～1970年5月7日、4期）
- 8代：広瀬重義（1970年6月28日～1974年2月21日、1期）
- 9代：清水正之（1974年4月14日～1975年5月31日、1期）
- 10代：森直之（1975年7月13日～1981年3月12日、2期）
- 11代：岩田巌（1981年4月26日～1985年4月25日、1期）
- 12代：小倉満（1985年4月26日～2001年3月3日、4期）
- 13代：小川敏（2001年4月22日～2021年4月21日、5期）
- 14代：石田仁（2021年4月22日～在職中、1期）

### 役所
市役所
- 大垣市役所

地域事務所
- 墨俣地域事務所
- 上石津地域事務所

市民サービスセンター
- 東部サービスセンター
- 西部サービスセンター
- 北部サービスセンター
- 南部サービスセンター
- 赤坂サービスセンター
- 大垣駅北市民サービスセンター[15]

### 自治区
- 墨俣町地域自治区（2006年3月27日に編入した旧安八郡墨俣町の地域をもって設置。）
- 上石津町地域自治区（2006年3月27日に編入した旧養老郡上石津町の地域をもって設置。）

### 県政機関
- 西濃総合庁舎内（西濃県事務所、西濃県税事務所、西濃保健所、西濃農林事務所、中央家畜保健衛生所、大垣土木事務所、岐阜・西濃建築事務所、西濃教育事務所）
- 岐阜県中央食肉衛生検査所
- 西濃子ども相談センター

## 議会

### 市議会
- 定数：22名[16]
- 任期：2023年5月1日 － 2027年4月30日
- 議長：空英明 (大垣市議会自由民主党緑風会)
- 副議長：長谷川つよし (大垣市議会自由民主党緑風会)

| 会派名                     | 議席数 | 議員名（◎は幹事長、〇は副幹事長） |
| -------------------------- | ------ | --- |
| 大垣市議会自由民主党緑風会 | 12     | ◎不破光司、○近沢正、長谷川つよし、林新太郎、石川まさと、空英明、日比野芳幸、田中孝典、種田昌克、関谷和彦、からさわ理恵、安藤よしひろ |
| 自民クラブ                 | 2      | ◎川上孝浩、岩井哲二 |
| 民主クラブ                 | 2      | ◎粥川加奈子、小原一喜 |
| 市議会公明党               | 2      | ◎梅崎げんいち、宮脇ちえ |
| 日本共産党                 | 2      | ◎はんざわ多美、中田としや |
| 市民ネットワーク           | 1      | ◎本田ゆみこ |
| 維新の会                   | 1      | ◎小田環 |
| 計                         | 22     | |

### 県議会
- 定数：4人
- 選挙区：大垣市選挙区
- 任期：2023年（令和5年）4月30日〜2027年（令和9年）4月29日

| 議員名     | 会派名         | 備考             |
| ---------- | -------------- | ---------------- |
| 伊藤秀光   | 県政自民クラブ |                  |
| 猫田孝     | 県政自民クラブ |                  |
| 野村美穂   | 県民クラブ     | 党籍は国民民主党 |
| 岩井豊太郎 | 県政自民クラブ |                  |

### 衆議院
- 選挙区：岐阜2区（大垣市、海津市、養老郡、不破郡、安八郡、揖斐郡）
- 選出議員：解散につき欠員

## 国家機関

### 裁判所
- 岐阜地方裁判所大垣支部
- 岐阜家庭裁判所大垣支部
- 大垣簡易裁判所

### 法務省
- 岐阜地方法務局大垣支局

検察庁
- 岐阜地方検察庁大垣支部
  - 大垣区検察庁

### 財務省
国税庁
- 名古屋国税局大垣税務署

### 厚生労働省
- 日本年金機構大垣年金事務所
- 岐阜労働局
  - 大垣労働基準監督署
  - 大垣公共職業安定所(ハローワーク大垣)

### 防衛省
- 自衛隊岐阜地方協力本部
  - 大垣地域事務所

### 国土交通省
- 中部地方整備局岐阜国道事務所
  - 大垣維持出張所
- 中部地方整備局木曽川上流河川事務所
  - 揖斐川第二出張所

## 施設

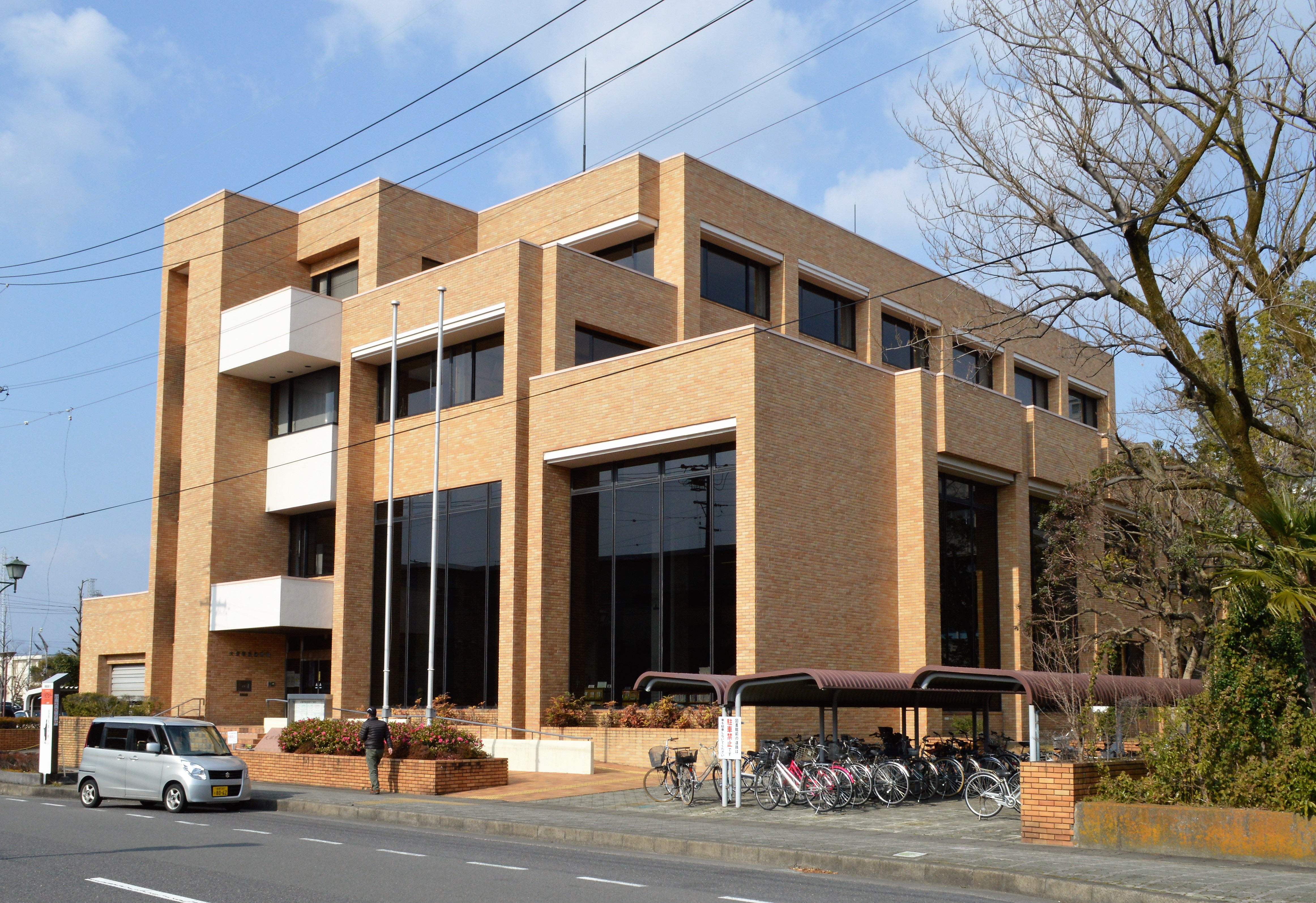
大垣市立図書館

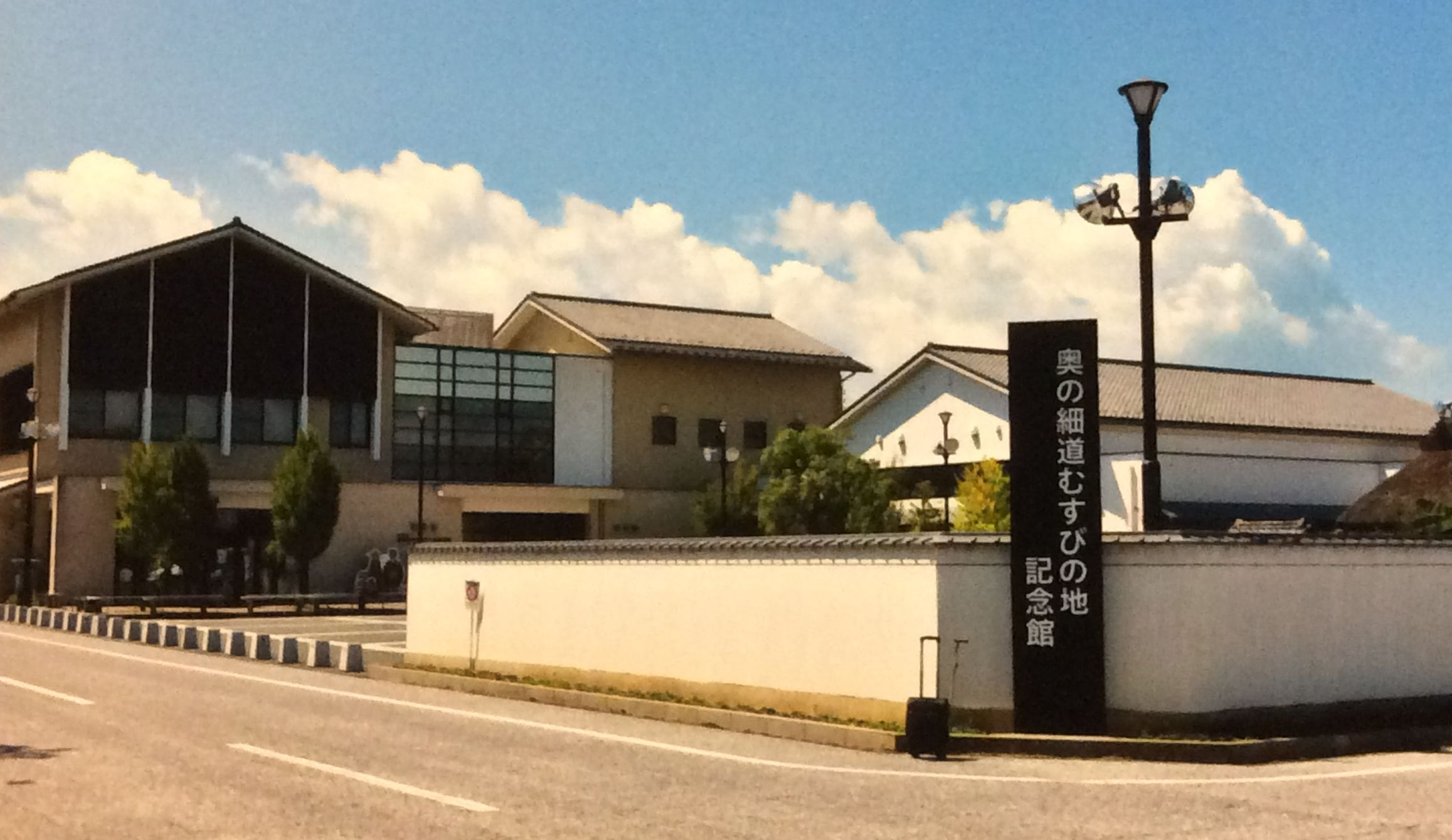
奥の細道むすびの地記念館

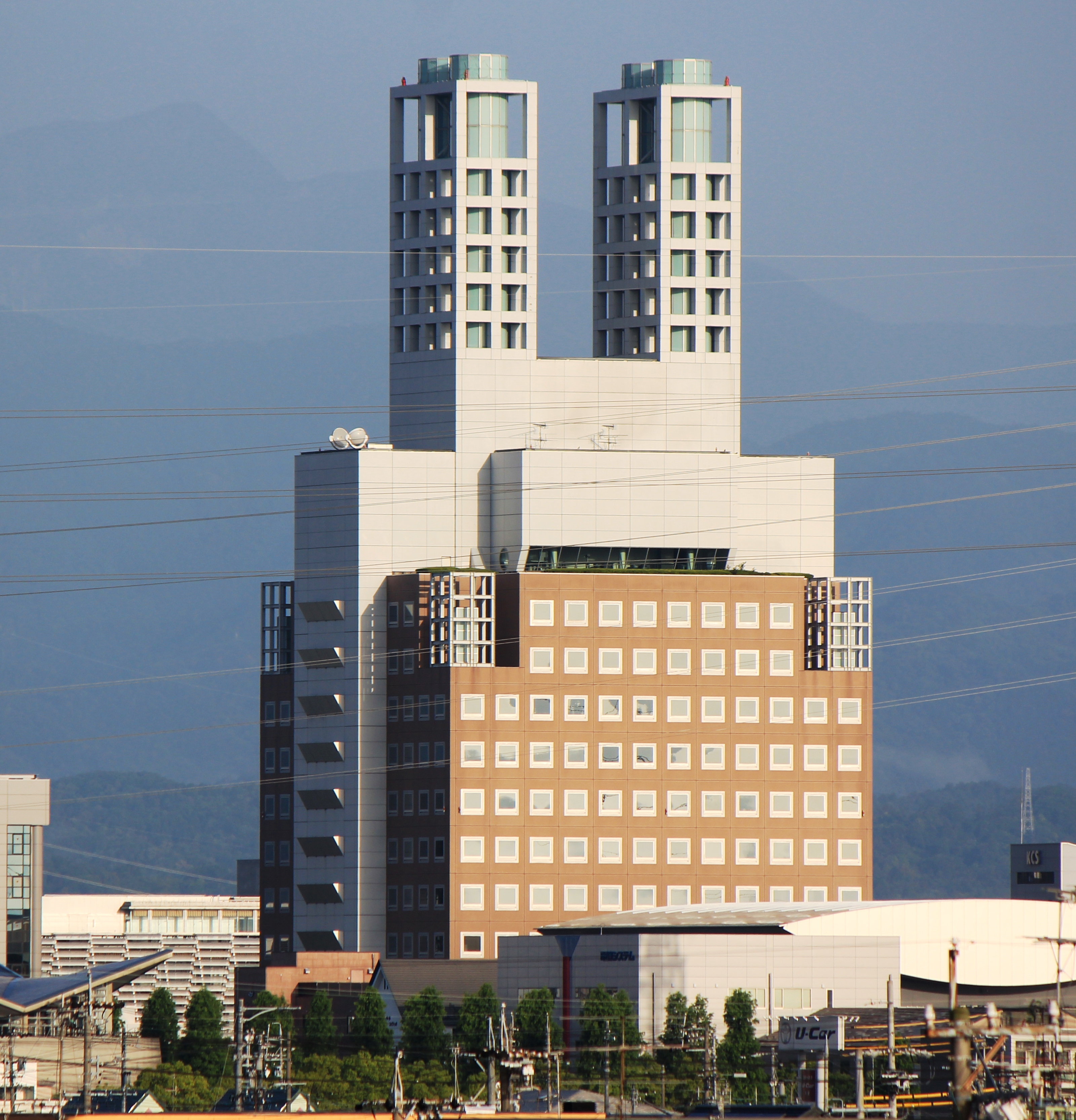
ソフトピアジャパン

### 警察
- 大垣警察署（市内に所在：上石津町地域自治区以外を管轄）
  - 駅北交番
  - 駅前交番
  - 郭町交番
  - 楽田交番
  - 荒崎交番
  - 三城交番
  - 割田交番
  - 島里交番
  - 赤坂交番
  - 墨俣警察官駐在所
- 養老警察署（養老郡養老町：上石津町地域自治区を管轄）
  - 上石津警察官駐在所
  - 牧田警察官駐在所

### 消防
- 大垣消防組合（上石津町地域自治区を除く）
  - 中消防署
    - 分駐所
    - 南分署

  - 北消防署
    - 赤坂分署
- 養老町消防本部（上石津町地域自治区を管轄）
  - 養老町消防署
    - 上石津分署

### 医療
主な病院
- 大垣市民病院
- 大垣病院
- 名和病院
- 馬渕病院
- 西濃病院
- 大垣中央病院
- 大垣徳洲会病院

### 郵便番号
- 郵便番号は以下の通りとなっている。2006年10月1日に変更。
  - 大垣郵便局：503-00xx、503-08xx、503-09xx、503-85xx、503-86xx、503-87xx、503-22xx、503-23xx
  - 墨俣郵便局：503-01xx
  - 上石津郵便局：503-16xx

### 図書館
- 大垣市立図書館
  - 大垣市立上石津図書館
  - 大垣市立墨俣図書館

### 文化施設
- 大垣市民会館　※2024年3月閉館
- 大垣市墨俣さくら会館
- 奥の細道むすびの地記念館
- 大垣市守屋多々志美術館
- 大垣市郷土館
- 大垣市歴史民俗資料館
- 金生山化石館
- 輪中館・輪中生活館
- 大垣市赤坂港会館
- 旧清水家住宅
- 大垣市墨俣歴史資料館
- 大垣市上石津郷土資料館
- 大垣市時山文化伝承館
- 日本国際ポスター美術館　※岐阜協立大学内
- ギャラリーみずき　※大垣女子短期大学内
- OKBギャラリーおおがき

### 集会施設
- スイトピアセンター
- ソフトピアジャパン
- 大垣市総合福祉会館
- 大垣市勤労者総合福祉センター
- 日本昭和音楽村

### 運動施設
- 大垣市総合体育館
- 大垣城ホール
- 大垣市上石津総合体育館
- 大垣市武道館
- 大垣市民プール
- 勤労身体障害者等市民プール
- 北公園
  - 大垣市北公園野球場
  - 陸上競技場
- 三城公園
  - ソフトボール場
  - テニスコート
- 西公園
  - 西公園庭球場
- 浅中公園（運動公園）
- 赤坂スポーツ公園
- 杭瀬川スポーツ公園
- 南公園運動場
- 大垣市アーチェリー場
- 新田屋内運動場（ミナモスマイルドーム）
- 上石津ふれあいグラウンド
- 上石津庭球場
- 墨俣庭球場
- 大垣競輪場

### 公民館・地区センター
- 大垣市東地区センター
- 大垣市北地区センター
- 大垣市西地区センター
- 大垣市南地区センター
- 大垣市三城地区センター
- 大垣市和合地区センター
- 大垣市赤坂東地区センター
- 大垣市安井地区センター
- 大垣市宇留生地区センター
- 大垣市荒崎地区センター
- 大垣市日新地区センター
- 大垣市江東地区センター
- 大垣市興文地区センター
- 大垣市赤坂地区センター
- 大垣市綾里地区センター
- 大垣市川並地区センター
- 大垣市中川地区センター
- 大垣市青墓地区センター
- 大垣市静里地区センター
- 大垣市牧田公民館（大垣市上石津就業改善センター）
- 大垣市一之瀬公民館（大垣市上石津農林漁家活動促進施設）
- 大垣市多良公民館（大垣市上石津農村環境改善センター）
- 大垣市時公民館
  - 時公民館第1分館（大垣市上石津農村環境改善サブセンター）
  - 時公民館第2分館（大垣市えぼしふれあい会館）

### その他の施設
- 大垣商工会議所
- 大垣市公設地方卸売市場
- 大垣市防災センター
- 大垣市多目的交流イベントハウス
- 大垣市青年の家
- 大垣市情報工房
- 大垣市西部研修センター
- キッズピアおおがき子育て支援センター
- 大垣市南部子育て支援センター
- 大垣市若森会館
- 大垣市鶴見斎場
- 大垣市勝山斎場
- 大垣市かみいしづ斎場

## 対外関係

### 姉妹都市・提携都市

#### 海外
姉妹都市
- 昌原市（大韓民国 慶尚南道）
- 邯鄲市（中華人民共和国 河北省）
- ベリア市（アメリカ合衆国 オハイオ州）
- シュトゥットガルト市（ドイツ連邦共和国 バーデン＝ヴュルテンベルク州）
- ナミュール市（ベルギー王国 ナミュール州）
- グレンアイラ市（オーストラリア連邦 ビクトリア州）
- ユージーン市 (アメリカ合衆国 オレゴン州)
- ビーバートン市  (アメリカ合衆国 オレゴン州)

#### 国内
姉妹都市
- 鹿児島市（九州地方 鹿児島県）
- 1988年(昭和63年) フレンドリーシティ提携。江戸時代に幕府の命により薩摩藩が行った木曽三川の治水工事（宝暦治水）の縁により、1963年以降大垣市との交流が行われている[17]。2011年11月4日には災害時相互応援協定を締結している[18]。
- 日置市（九州地方 鹿児島県） - 旧吹上町と旧上石津町が提携

提携都市
- 鯖江市 (中部地方 福井県)
1995年 (平成7年) 7月26日 災害時相互応援協定締結
- 彦根市 (近畿地方 滋賀県) 
1996年 (平成8年) 2月6日 災害時相互応援協定締結
- 長浜市 (近畿地方 滋賀県)
1996年 (平成8年) 2月6日 災害時相互応援協定締結
- 伊賀市 (近畿地方 三重県)
2007年 (平成19年) 1月30日 災害時相互応援協定締結
- 荒川区 (関東地方 東京都)
2011年 (平成23年) 8月24日 災害時相互応援協定締結
- 春日井市（中部地方 愛知県）
2011年（平成23年）8月25日 災害時相互応援協定締結
- 鹿児島市 (九州地方 鹿児島県)
2011年 (平成23年) 11月4日 災害時相互応援協定締結
- 上越市 (中部地方 新潟県)
2012年 (平成24年) 8月6日 災害時相互応援協定締結
- 栗原市 (東北地方 宮城県)
2012年 (平成24年) 11月28日 災害時相互応援協定締結
- 高岡市 (中部地方 富山県)
2013年 (平成25年) 5月7日 災害時相互応援協定締結
- 西濃地域（海津市・養老郡・安八郡・揖斐郡）
2015年 (平成27年) 2月10日 西濃地域における越境避難に関する協定締結

その他
- 織田信長サミット
信長ゆかりの自治体の集まる「織田信長サミット」にも参加していたが、2007年のサミットを最後に離脱している[19]。
- 外国人集住都市会議
静岡県浜松市が中心に呼びかけ、日本国内の外国人が多く住む街の自治体や国際交流協会などが集まり、外国人住民が多数居住する都市の行政と地域の国際交流のために設立された組織。

## 経済

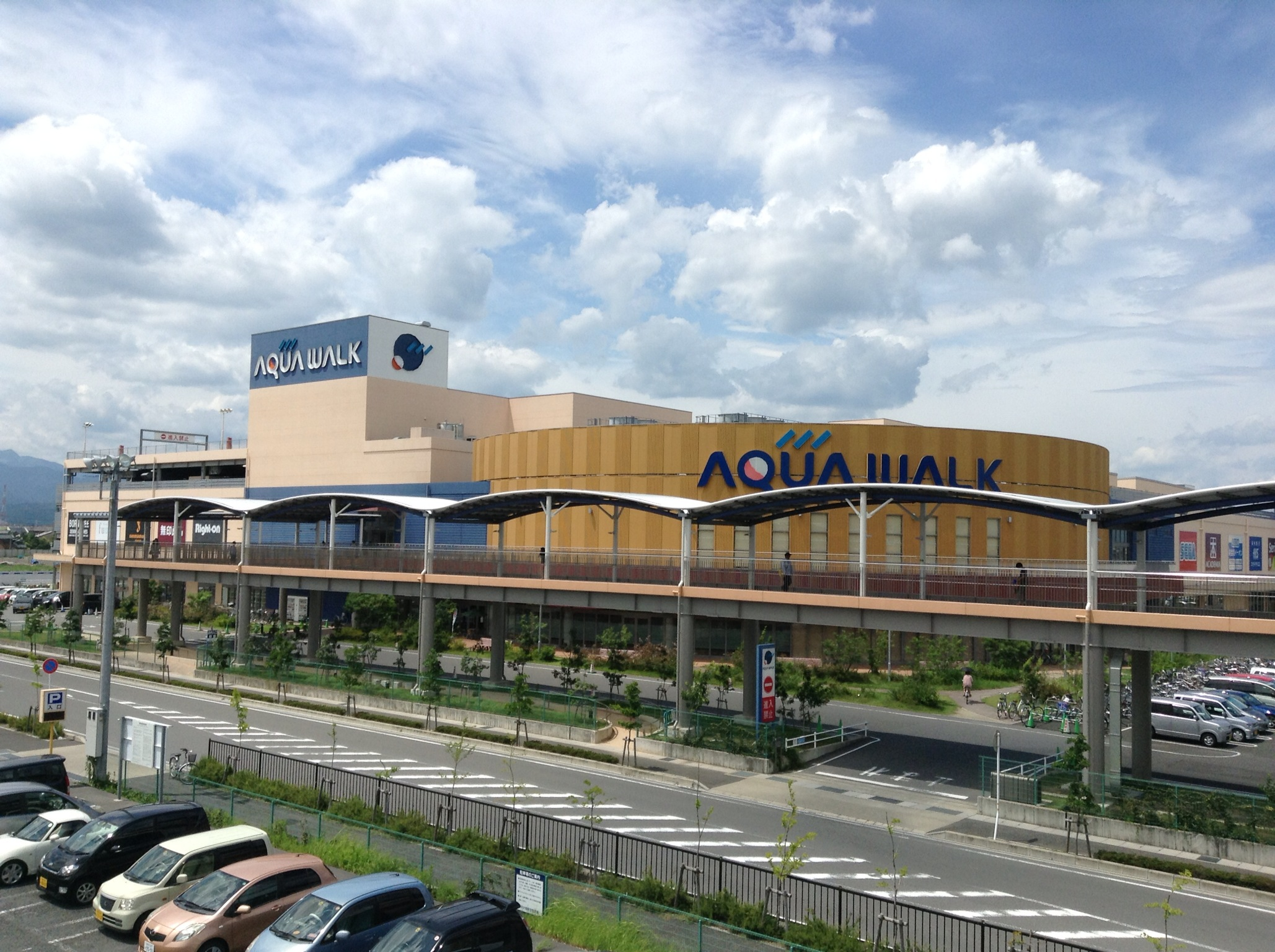
アクアウォーク大垣

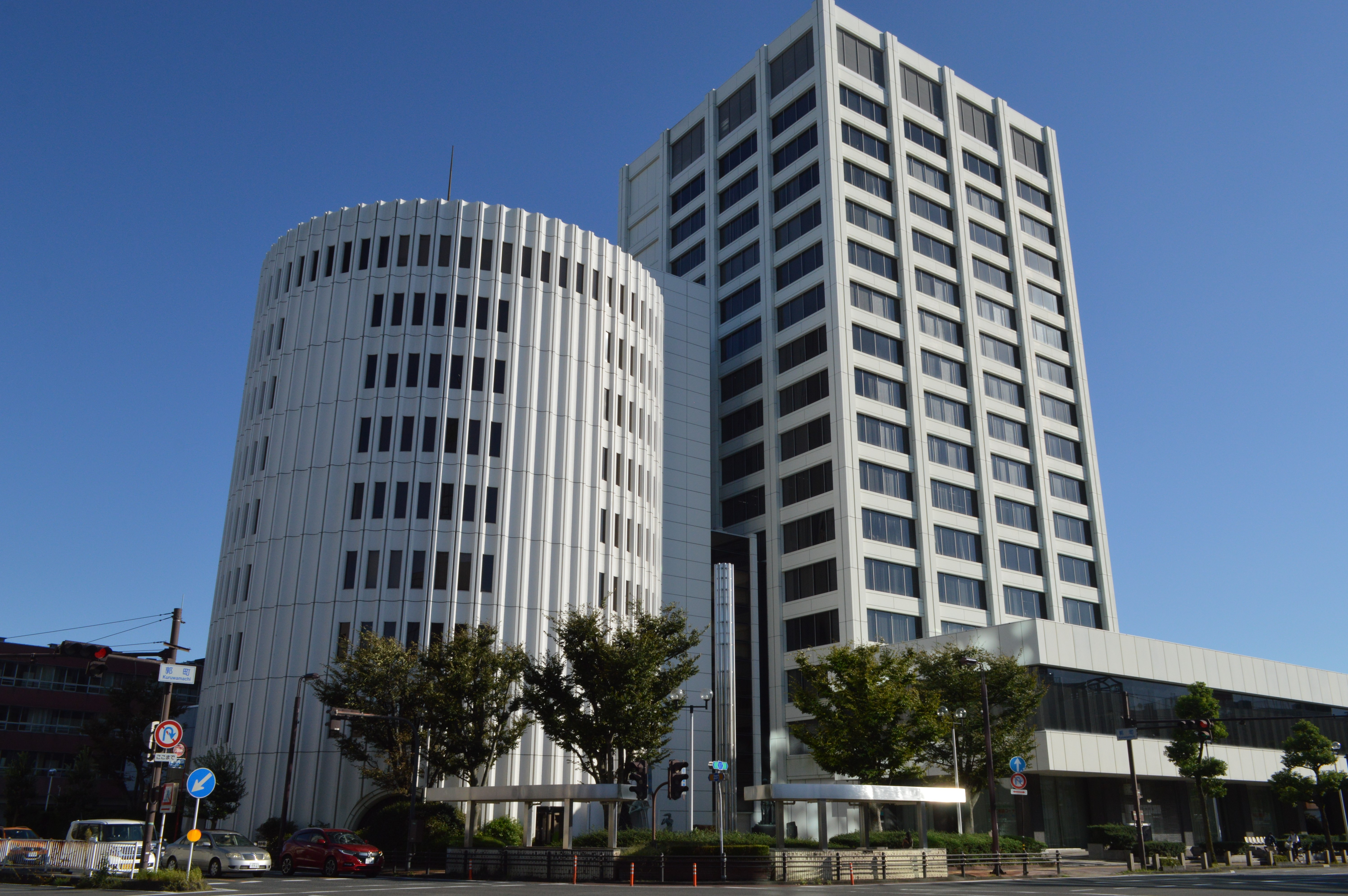
大垣共立銀行本店

### 第二次産業

#### 工業
- プリント基板
- 自動車部品
- 精密機械
- ガラス瓶

### 第三次産業

#### 商業
主な商業施設
- イオンタウン大垣（映画館・温浴施設等がある大規模商業施設。マックスバリュが中心）
- イオンモール大垣
- アクアウォーク大垣（ユニー系列の大規模商業施設。アピタが中心）
- アル・プラザ鶴見
- ドン・キホーテ大垣インター店
- アスティ大垣（大垣駅の駅ビル）

### 金融機関
市内に拠点を置く金融機関
- 大垣共立銀行（地方銀行）
- 大垣西濃信用金庫（信用金庫）
- 新大垣証券（証券会社）
- 西美濃農業同組合（農協）
- 大垣銀行（※廃業）

支社・支店を置く金融機関等
- 三菱UFJ銀行（都市銀行）
- 十六銀行（地方銀行）
- 滋賀銀行（地方銀行）
- 三十三銀行（地方銀行）
- 岐阜信用金庫（信用金庫）
- 岐阜商工信用組合（信用組合）
- 東海労働金庫（労働金庫）
- 十六TT証券（証券会社）
- 安藤証券（証券会社）
- 木村証券（証券会社）
- 三縁証券（証券会社）
- ゆうちょ銀行

### 拠点を置く企業
運送業
- セイノーホールディングス（持株会社）
  - 西濃運輸
- 西濃鉄道 (運送業、鉄道)
- 岐阜近鉄タクシー (運送業)

- スイトトラベル (運送業)
- 大垣タクシー[20] (運送業)
- 中部交通[21]  (運送業)
- 西濃ラインホリ[22]  (運送業)
- 西濃交通 (運送業)

その他多数存在する
建設業
- TSUCHIYA（土木建築）
- 岐建株式会社（総合建設業）
- 三柏株式会社（総合建設業、総合ビル管理業）

その他多数存在する
製造業
- イビデン（プリント基板）
  - イビデングリーンテック
  - イビデンエンジニアリング

- 太平洋工業（自動車部品）
- J-MAX（自動車部品）
- 神鋼造機（機械業）
- 不二白墨製造所（文具製造業）

- 矢橋工業（石灰製造業）
- 矢橋大理石（建築石材製造業）

- 日本耐酸壜工業（飲料用等ガラスびんを製造、全国シェア3位）
- 大垣精工（精密金型・超精密プレス、HDD関連部品）
- 大垣産業（自動車用座席シート、カーインテリア用品）→2007年に安八郡安八町に本社移転。2008年ボンフォームに社名変更
- 野原電研（機械業）
- フタムラ化学大垣工場

その他多数存在する
ライフライン・情報
- 大垣ガス（ガス、大垣液化ガスを吸収合併）
- 大垣ケーブルテレビ（ケーブルテレビ局）
- エフエム岐阜（FM GIFU（旧・岐阜エフエム放送 Radio 80）。JFN系列のラジオ局）
- G・I・NET（情報サービス企業：大垣地域ポータルサイト西美濃）

小売業・卸業
- セリア（小売業）
- ユタカファーマシー（小売業）
- 大光（食品卸、業務用食品スーパーアミカの運営）
- ヤナゲン（外商による物販事業）

その他多数存在する
食品製造業・卸業
- デリカスイト（食品製造、高級惣菜チェーン店美濃味匠を展開）
- 松澤製麺所（製麺所）
- 小川製粉製麺所（製麺所）
- 丸一製菓[23]（製菓業、寒天ゼリー等の製造販売）
- 大一製菓（製菓業、キャンディの製造販売）
- 稲葉商店[24]（製菓業、ナッツ等）

- 栄光堂ホールディングス（製菓業）
- 浜松屋製菓[25]（製菓業、米菓）
- でんすん堂斉秀[26]（製菓業、米菓）
- 田中屋せんべい総本家（米菓）
- 竹屋煎餅本舗（米菓）
- 近藤せんべい本舗[27]（米菓）

- 三輪酒造 （酒造）
- 武内酒造[28] （酒造）
- 渡辺酒造醸[29] （酒造）
- つちや（和菓子）
- 餅惣（和菓子）
- 金蝶園総本家（高屋町、和菓子）
- 金蝶園総本家（郭町、和菓子）
- 宮崎屋製菓舗[30]（和菓子）
- 金蝶堂総本店（※廃業、和菓子）

その他多数存在する
サービス業・その他
- メモリアホールディングス（葬祭業）
- FTC（かんてい局等のサービス業）
- タカケンサンシャイン（クリーニング業）
- JAPAN TESTING LABORATORIES（サービス業）
- サンメッセ（印刷業）
- メディック（医療検査）

その他多数存在する

## 生活基盤

### ライフライン

#### 電力
- 中部電力パワーグリッド

#### ガス
- 大垣ガス
- 大垣液化ガス

#### 電信
- NTT西日本 岐阜支店

市外局番
市外局番は市内全域0584（大垣MA）。

#### マスメディア
- エフエム岐阜（FM GIFU） 本社
- 岐阜新聞社 西濃支社
- 中日新聞社 大垣支局

## 教育

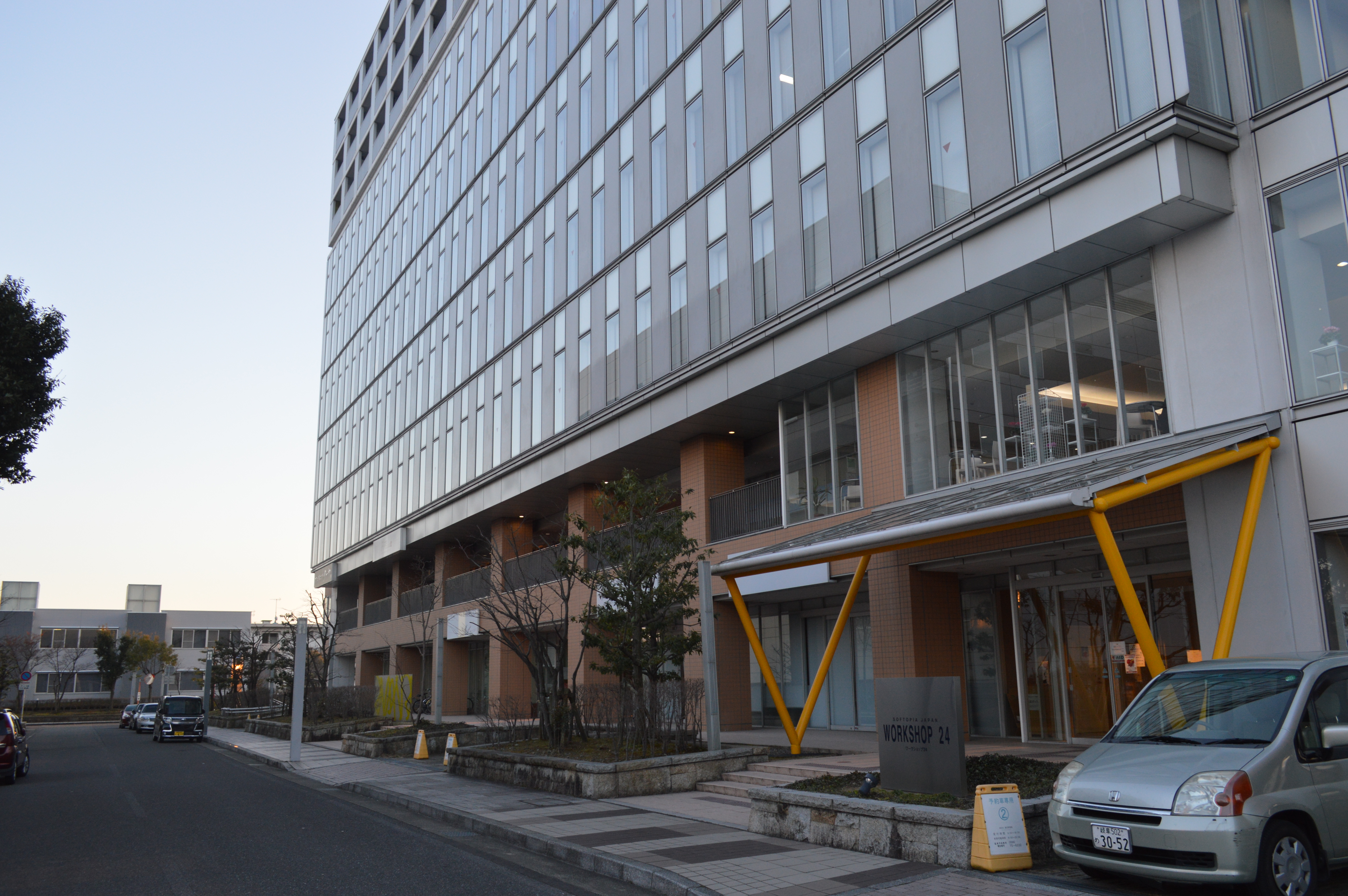
情報科学芸術大学院大学

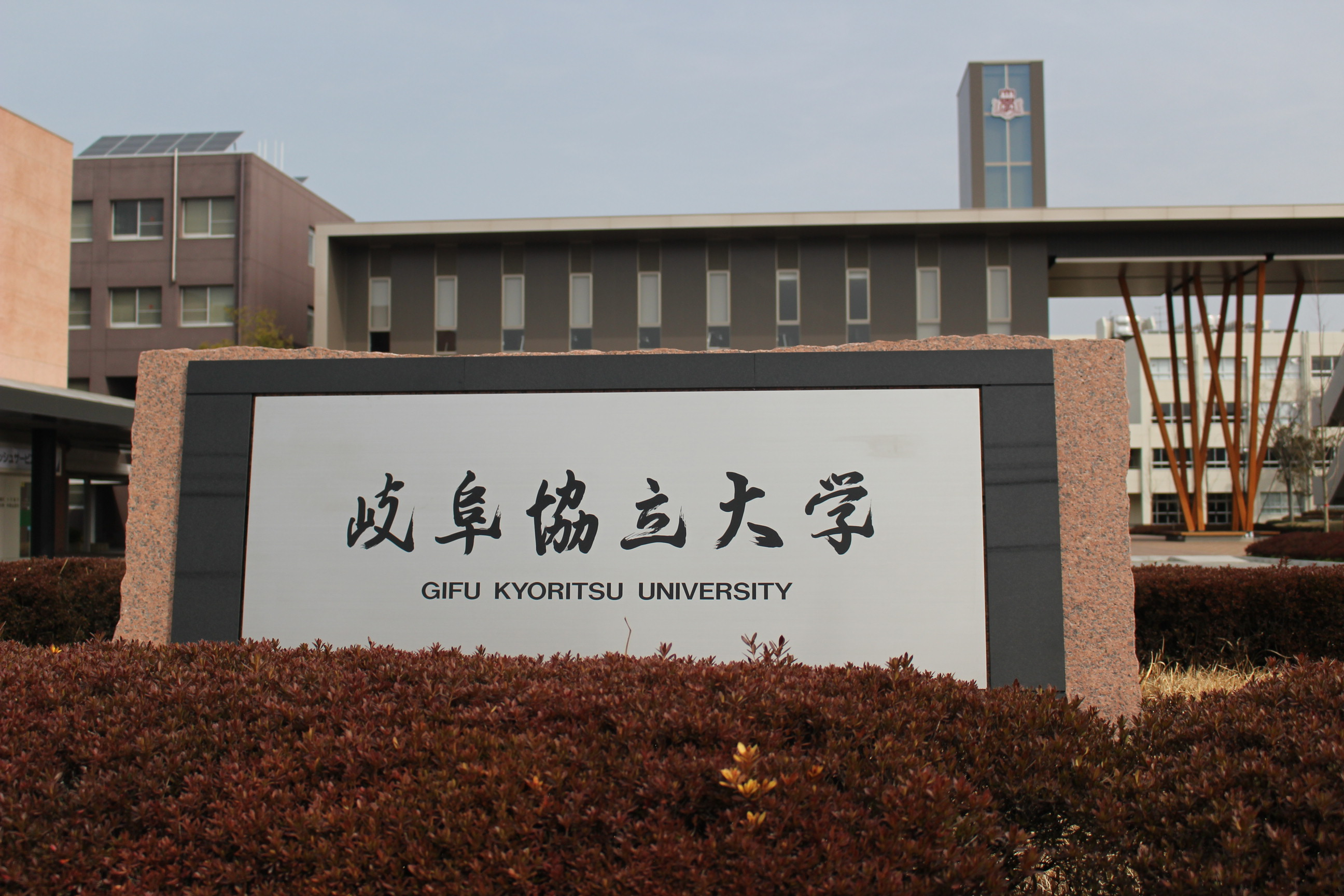
岐阜協立大学

### 大学
公立
- 情報科学芸術大学院大学

私立
- 岐阜協立大学（旧岐阜経済大学）

### 短期大学
私立
- 大垣女子短期大学

### 専修・各種学校
- ヴィジョンネクスト情報デザイン専門学校
- 大垣市医師会看護専門学校（旧岐阜県立大垣看護専門学校）
- 日本総合ビジネス専門学校
- HIRO学園（幼児科/初等科・中等科/高等科）
- スバル学院大垣校
- 大石高等速算学校

### 高等学校
県立
- 岐阜県立大垣北高等学校
- 岐阜県立大垣東高等学校
- 岐阜県立大垣南高等学校
- 岐阜県立大垣西高等学校
- 岐阜県立大垣工業高等学校
- 岐阜県立大垣工業高等学校（定時制）
- 岐阜県立大垣商業高等学校
- 岐阜県立大垣商業高等学校（定時制）
- 岐阜県立大垣桜高等学校

私立
- 大垣日本大学高等学校
- 清凌高等学校（通信制）
- 西濃桃李高等学校（通信制）

### 特別支援学校
- 岐阜県立大垣特別支援学校
- 岐阜県立西濃高等特別支援学校

### 義務教育学校
（市立1校）
- 大垣市立上石津学園

### 中学校
（市立9校、組合立1校）
- 大垣市立興文中学校
- 大垣市立東中学校
- 大垣市立西中学校
- 大垣市立南中学校
- 大垣市立北中学校
- 大垣市立江並中学校
- 大垣市立赤坂中学校
- 大垣市立西部中学校
- 大垣市立星和中学校
- 大垣市安八郡安八町組合立東安中学校(安八郡安八町にある)

### 小学校
（すべて市立、18校）
- 大垣市立興文小学校
- 大垣市立東小学校
- 大垣市立西小学校
- 大垣市立南小学校
- 大垣市立北小学校
- 大垣市立日新小学校
- 大垣市立安井小学校
- 大垣市立宇留生小学校
- 大垣市立静里小学校
- 大垣市立綾里小学校
- 大垣市立江東小学校
- 大垣市立川並小学校
- 大垣市立中川小学校
- 大垣市立小野小学校
- 大垣市立荒崎小学校
- 大垣市立赤坂小学校
- 大垣市立青墓小学校
- 大垣市立墨俣小学校

### 自動車学校
- 東海自動車学校
- マジオドライバーズスクール大垣校

## 交通

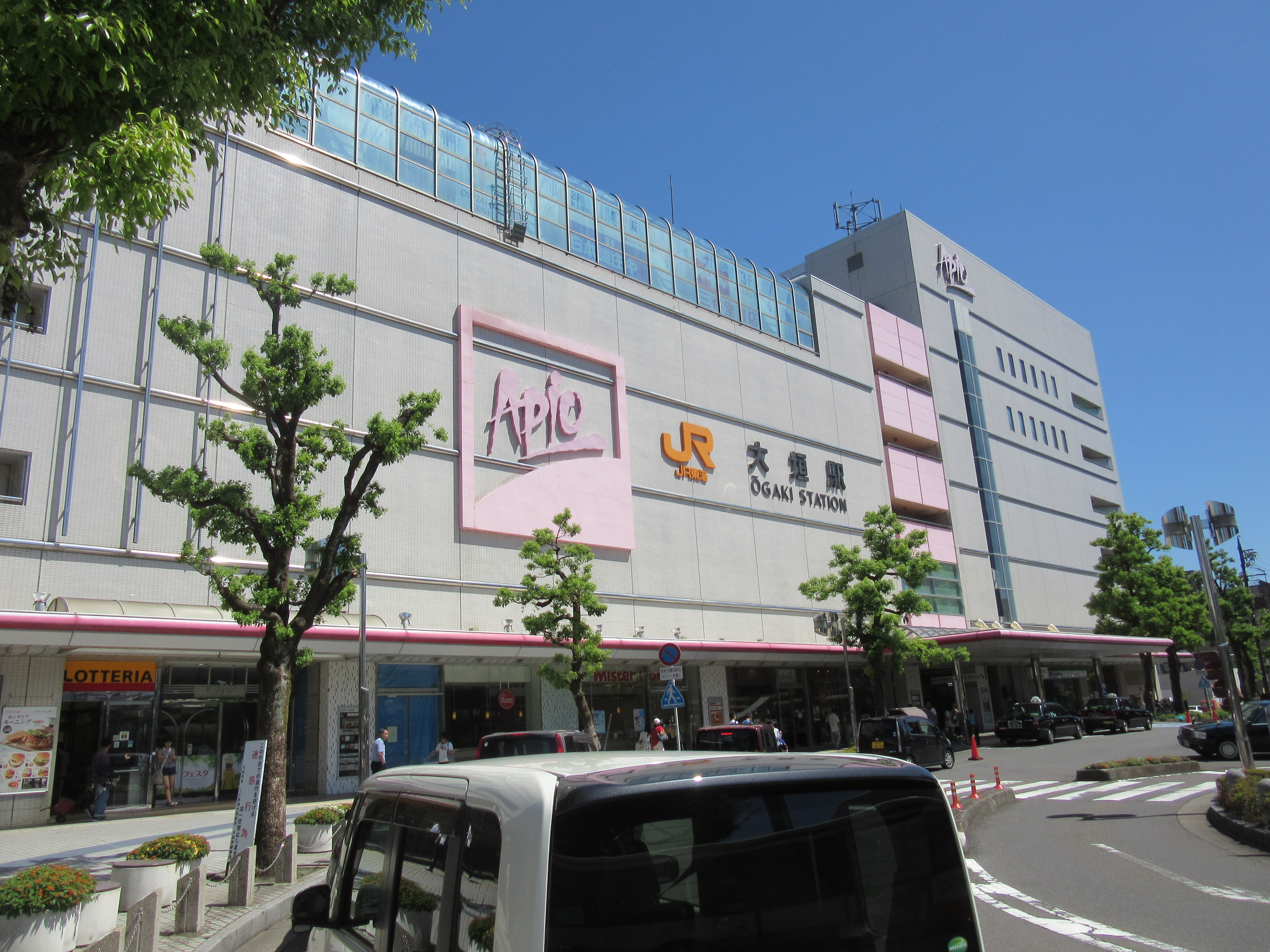
大垣駅

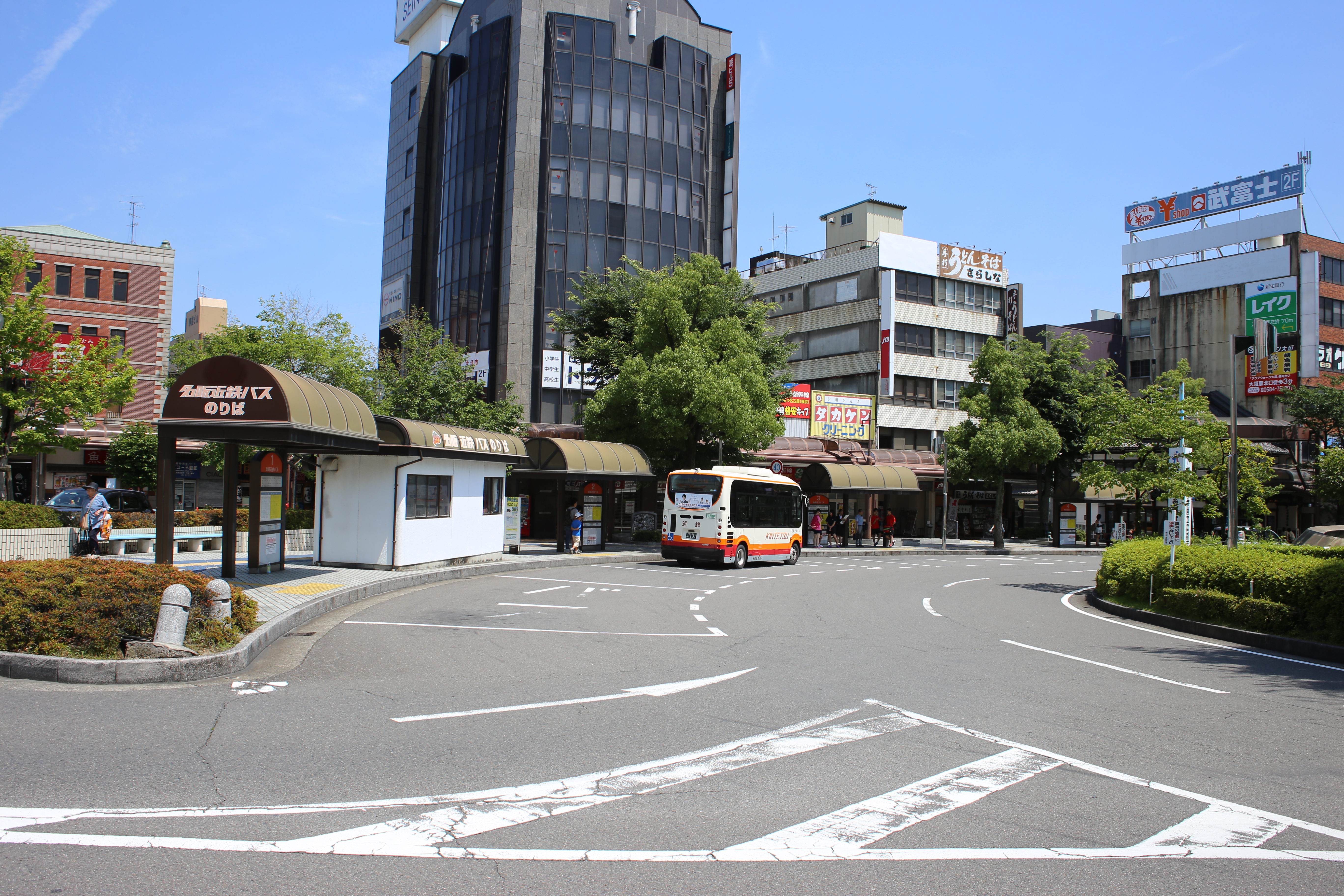
大垣駅前バスターミナル

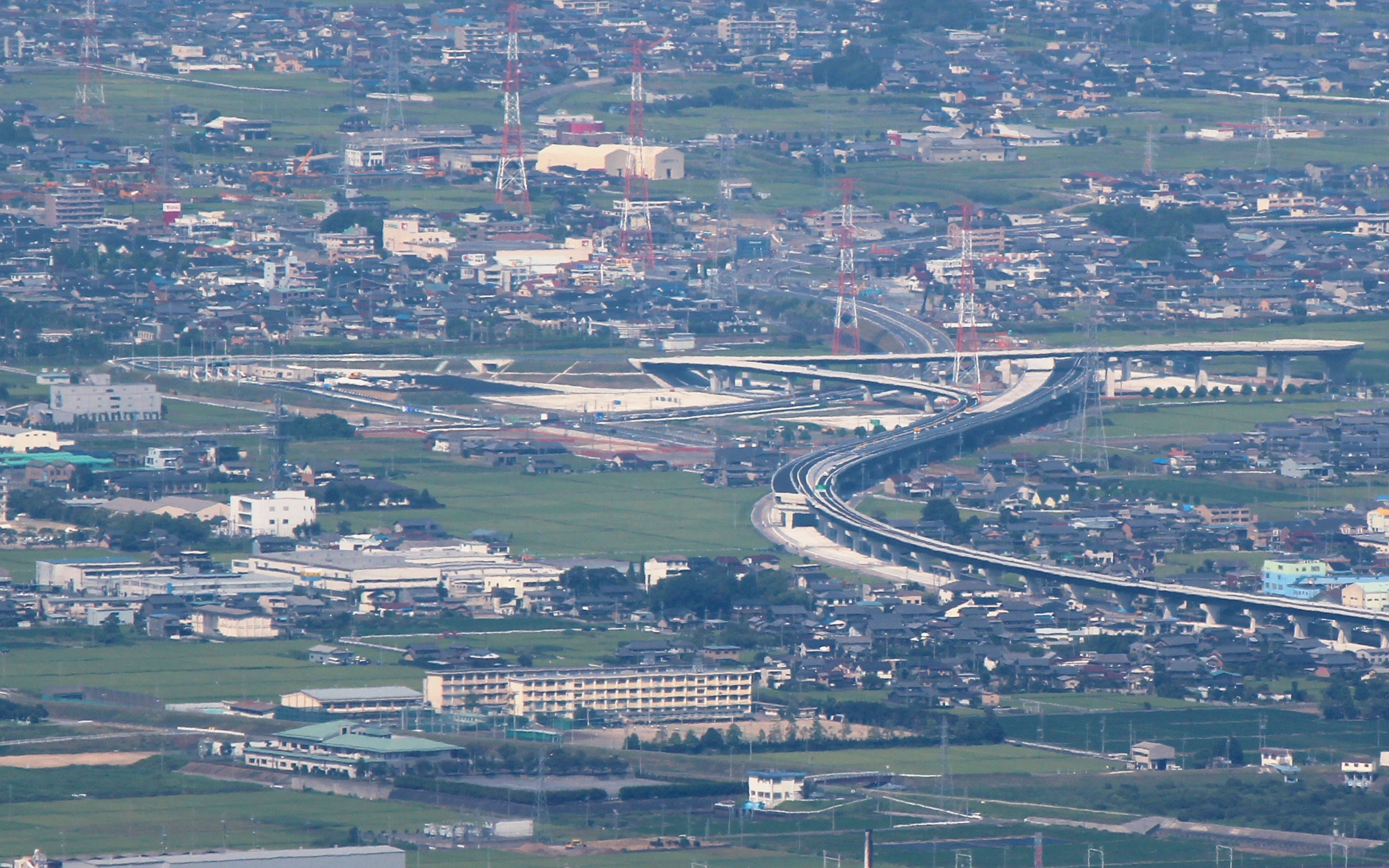
大垣西IC

### 鉄道
中心となる駅：大垣駅

#### 鉄道路線
東海旅客鉄道（JR東海）
- CA東海道本線 : （瑞穂市） - 大垣駅 - 南荒尾信号場 - （垂井町）
- ■美濃赤坂線 : 大垣駅 - 南荒尾信号場 - 荒尾駅 - 美濃赤坂駅
  - 東海道新幹線が岐阜羽島駅 - 米原駅間で当市を通過している。

養老鉄道
- ■養老線 : （養老町） - 大外羽駅 - 友江駅 - 美濃青柳駅 - 西大垣駅 - 大垣駅 - 室駅 - 北大垣駅 - （神戸町）

樽見鉄道
- ■樽見線 : 大垣駅 - 東大垣駅 - （瑞穂市）

西濃鉄道（貨物専業）（両線とも旅客輸送は廃止）
- 市橋線 : 美濃赤坂駅 - 赤坂本町駅（廃止） - 乙女坂駅 - 猿岩駅（この先は廃線） - 市橋駅（廃止）
- 昼飯線（廃線） : 美濃赤坂駅 - 美濃大久保駅（廃止） - 昼飯駅（廃止）

### バス

#### 路線バス
- 名阪近鉄バス : 大垣駅前バスのりばを中心に市内外各所を結んでいる。
- 岐阜バス : 墨俣町地域自治区のみ。かつては大垣駅から岐大バイパス、旧21号線経由の岐阜方面、名神大垣IC、羽島方面の路線も存在した。
- 大垣市コミュニティバス（地域バス） : 上石津町地域自治区で運行される「上石津地域コミュニティバス」と青墓地区で運行される「青墓地域コミュニティバス」がある。

#### 高速バス

##### 名神大垣バス停
- 名神ハイウェイバス :京都駅発着の特急系統が停車。名古屋ＢＣ、 名古屋駅（新幹線口）と京都駅（烏丸口）を結ぶ路線。
- にしみの高速線（にしみのライナー） :名古屋駅（新幹線口）と道の駅パレットピアおおのを結ぶ路線。

### 道路

#### 高速道路
- 名神高速道路
  - （安八町） - (26)大垣IC - （養老町） - (PA)上石津PA（廃止） - （関ケ原町）
- 東海環状自動車道
  - （神戸町） - (16)大垣西IC - （養老町）

#### 国道
- 国道21号
- 国道258号
- 国道365号
- 国道417号

#### 県道
主要地方道
| - 岐阜県道・愛知県道18号大垣一宮線 - 岐阜県道・三重県道23号北方多度線 - 岐阜県道30号羽島養老線 - 岐阜県道31号岐阜垂井線 | - 岐阜県道50号大垣環状線 - 岐阜県道56号南濃関ケ原線 - 岐阜県道57号大垣停車場線 - 岐阜県道96号大垣養老公園線 |

一般県道
| - 岐阜県道・三重県道107号時下野尻線 - 岐阜県道・滋賀県道139号上石津多賀線 - 岐阜県道154号笠松墨俣線 - 岐阜県道156号曽井中島美江寺大垣線 - 岐阜県道163号墨俣合渡岐阜線 - 岐阜県道172号牛牧墨俣線 - 岐阜県道・愛知県道193号大垣江南線 - 岐阜県道212号大垣大野線 - 岐阜県道214号養老赤坂線 - 岐阜県道216号赤坂垂井線 - 岐阜県道217号赤坂神戸線 - 岐阜県道219号安八平田線 | - 岐阜県道225号小倉烏江大垣線 - 岐阜県道226号飯田島里線 - 岐阜県道227号牧田室原線 - 岐阜県道228号栗原青野線 - 岐阜県道229号牧田関ケ原線 - 岐阜県道230号柳瀬赤坂線 - 岐阜県道231号荒尾笠縫線 - 岐阜県道232号今尾大垣線 - 岐阜県道237号西大垣停車場線 - 岐阜県道241号大垣池田線 - 岐阜県道261号脛永万石線 |

#### 市内の道路通称名
- 夢花街道21
- 水郷街道258
- りんごっこ通り
- はなみずき通り
- ふうのき通り
- 市民会館通り
- 西大垣通り
- 駅通り
- スイトピア通り
- 西公園通り
- こぶし通り
- かしのき通り
- 短大通り
- 宮町通り
- 平和通り
- 東公園通り
- はな街道
- 文化通り
- もみじ通り

## 観光

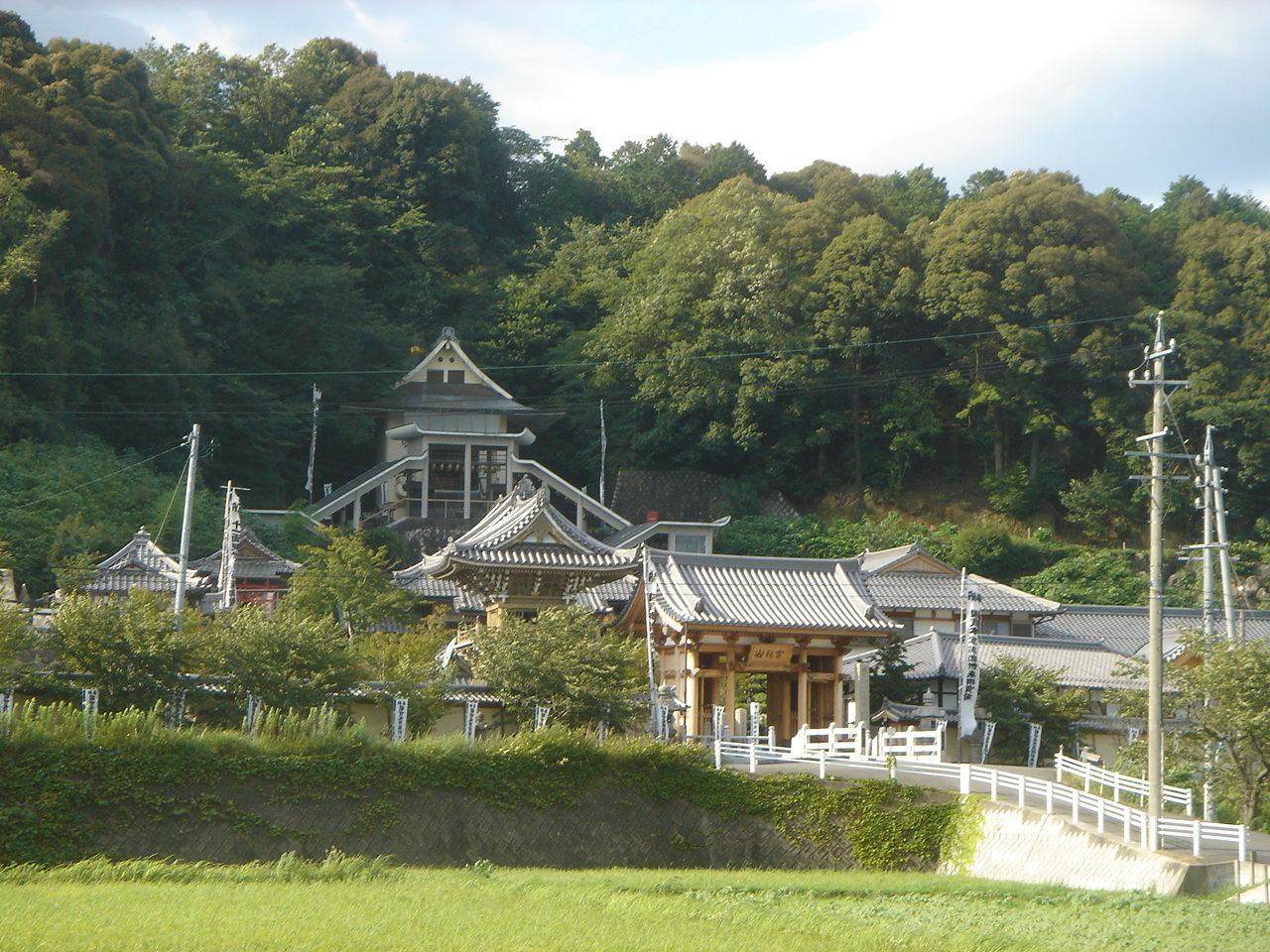
美濃国分寺

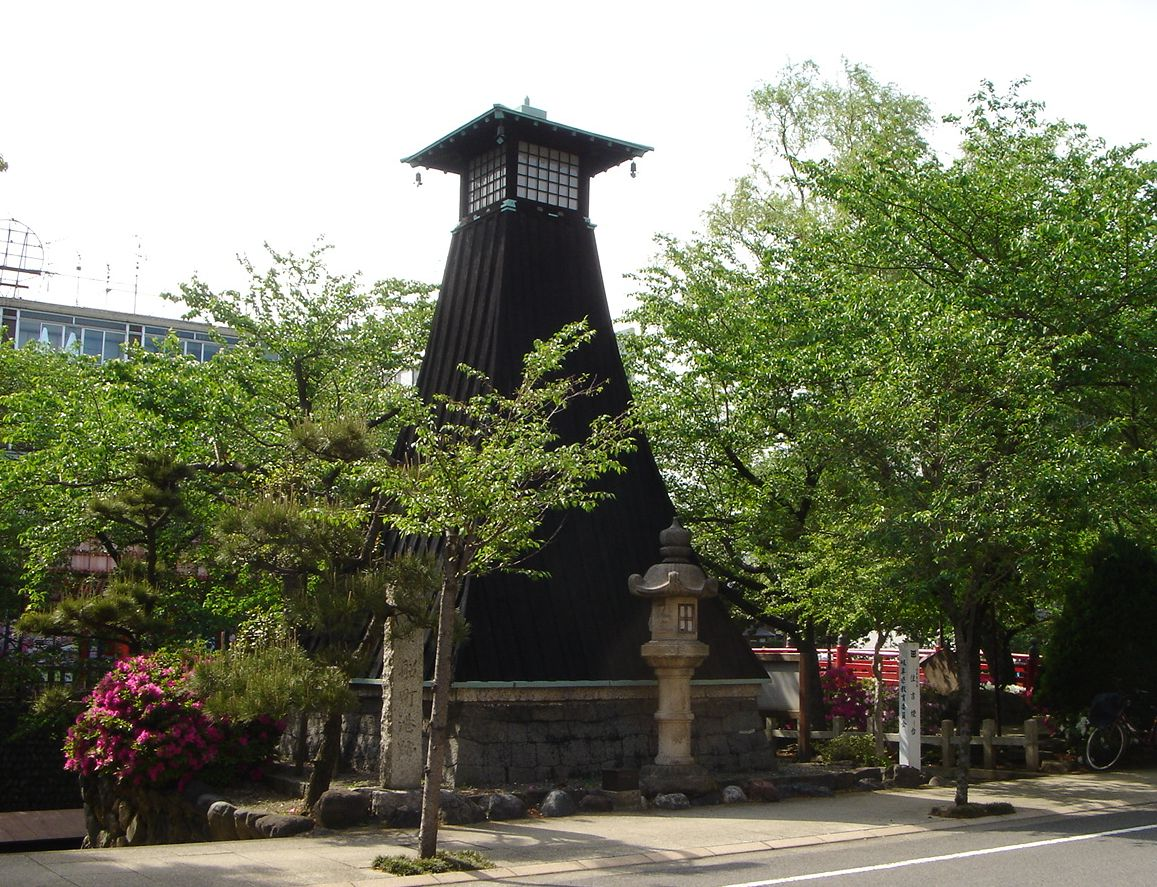
住吉燈台

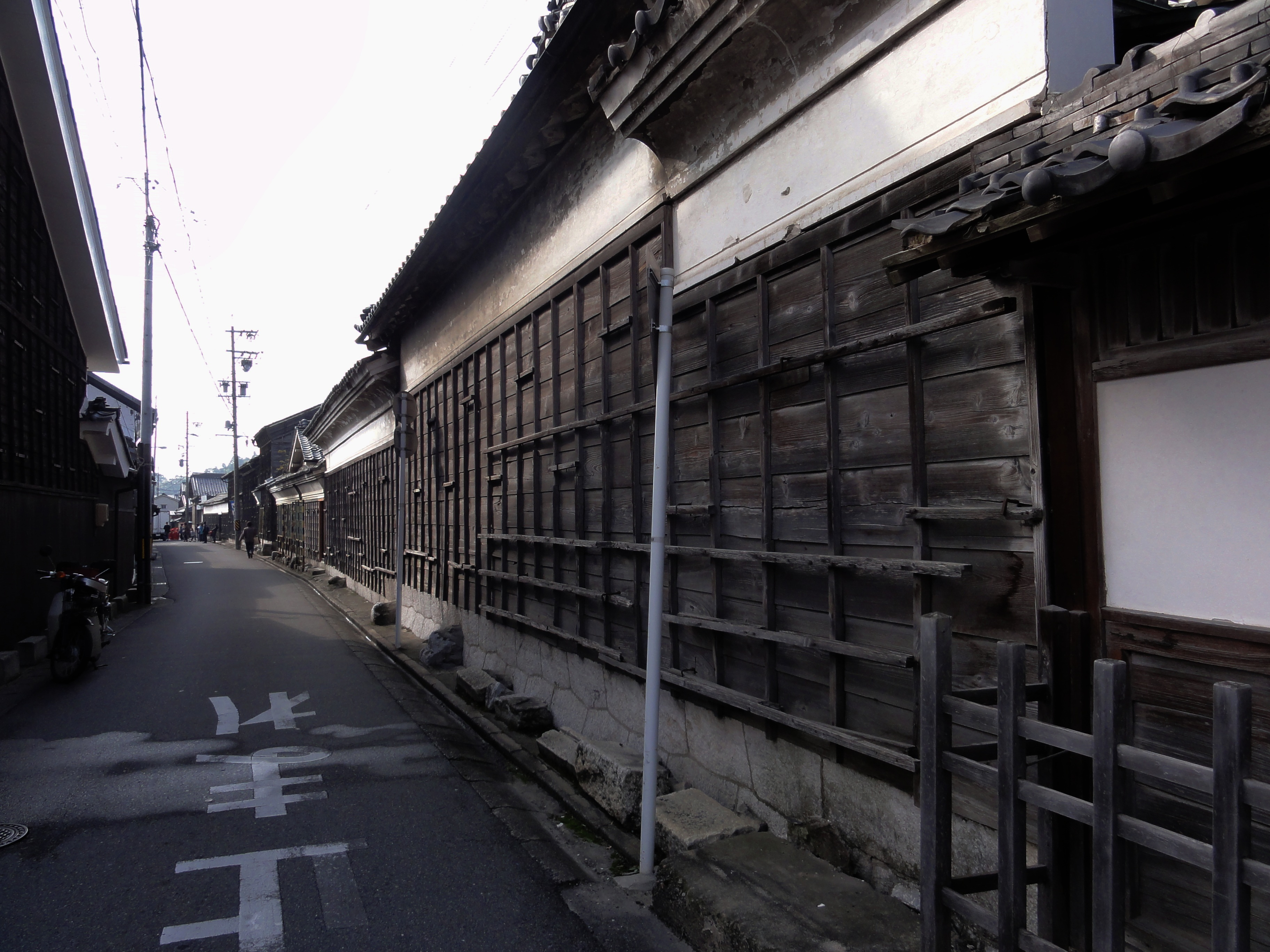
赤坂宿の街並み

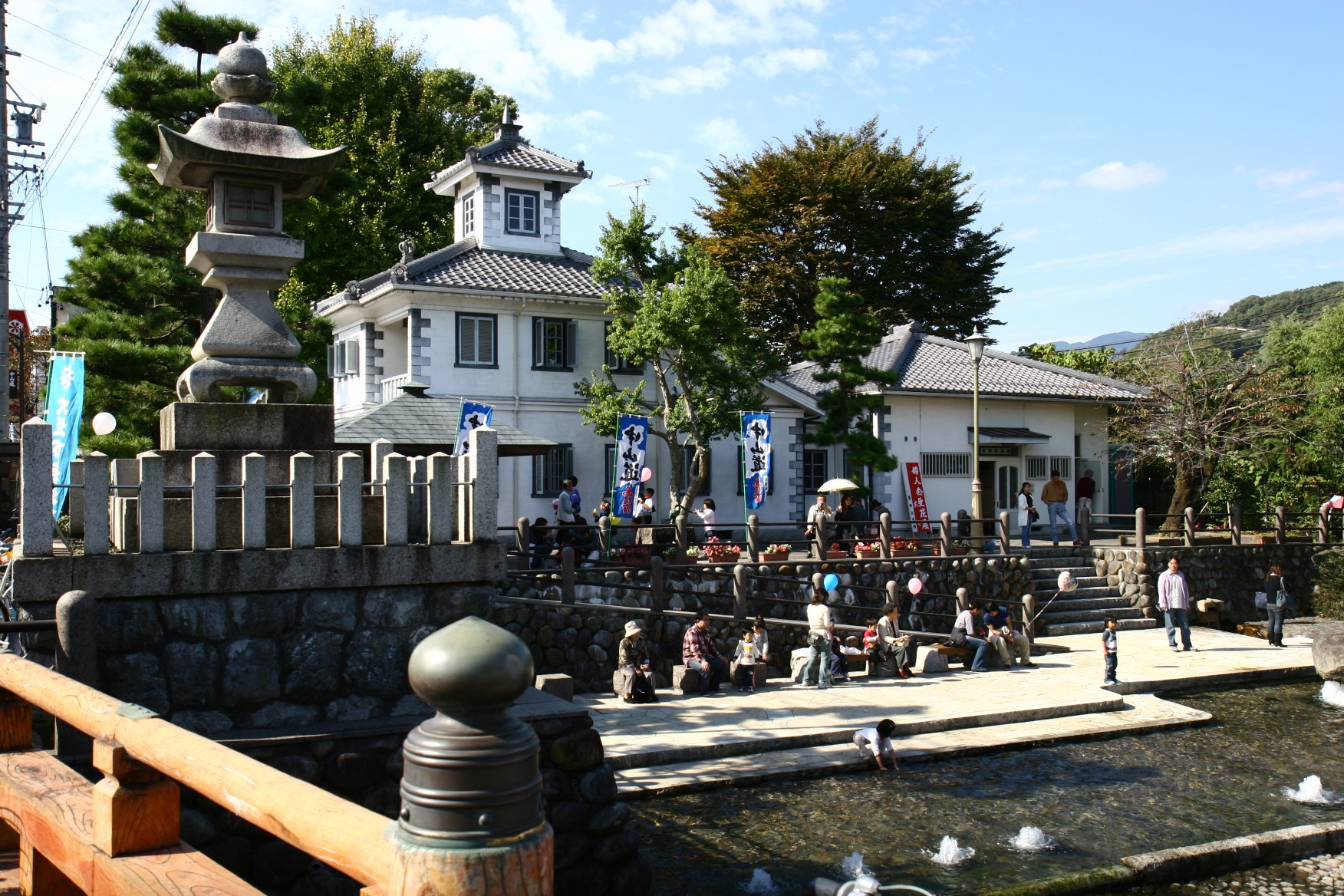
赤坂港跡地

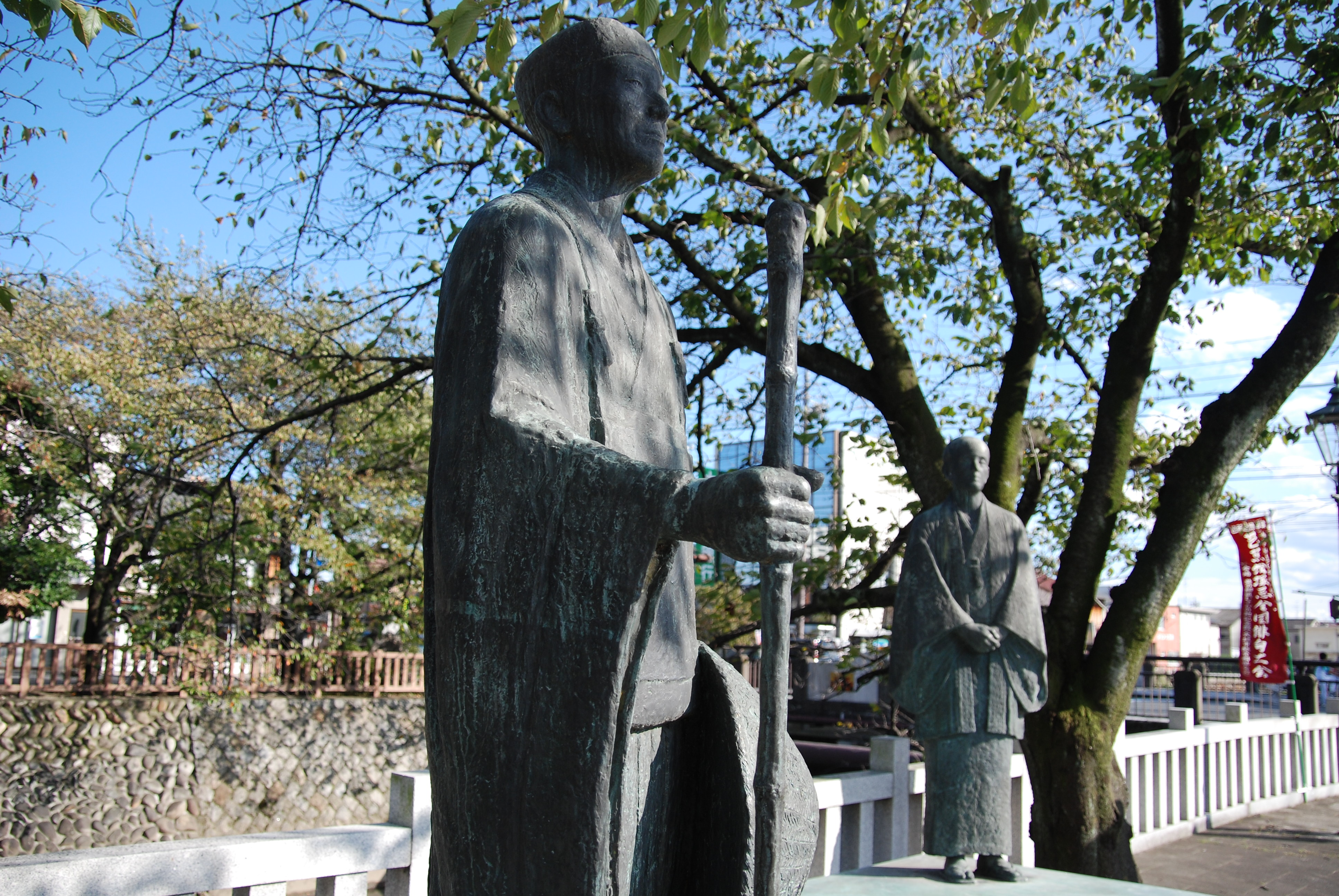
奥の細道むすびの地の松尾芭蕉像

### 名所・旧跡
主な城郭
- 大垣城（市の史跡）
- 長松城（竹中重利の城）
- 墨俣城（市の史跡）
- 曽根城（曽根城公園、市の史跡）
- 西高木家陣屋

主な寺院
- 史跡美濃国分寺跡
- 明星輪寺（虚空蔵さん）
- 円興寺（飛騨・美濃紅葉三十三選）
- （大垣別院）開闡寺
- 明台寺
- 宝光院（野口町）の裸まつり - 毎年2月3日に行われている
- 天喜寺
- 補陀山報恩寺

主な神社
- 大垣八幡神社（大垣市内の八幡神社の総鎮守 大垣祭（例年5月中旬に開催）のメイン会場）
- 貴船神社
- 金生山神社（例年4月第2日曜日の赤坂宿の赤坂まつりは金生山神社の例祭）
- 石引神社
- 御首神社
- 春日神社
- 手力雄神社（禾の森明神）
- 墨俣神社
- 八幡神社
- 白鬚神社（墨俣町）
- 白鬚神社（青墓町）
- 大神神社
- 八幡神社（大垣市開発町）
- 金山彦神社（大垣市）

主なキリスト教会
- 大垣荒尾教会：日本キリスト教会
- 大垣教会：日本キリスト教会
- 大垣教会：日本福音ルーテル教会
- 大垣教会：在日大韓基督教会
- 大垣キリスト教会：同盟福音基督教会
- 大垣神愛キリスト伝道所（大垣サンライズチャペル）：日本アッセンブリーズ・オブ・ゴッド教団
- 大垣聖ペテロ教会：日本聖公会
- ベタニヤホーム
- 美濃ミッション大垣聖書教会：美濃ミッション
- 美濃ミッション高田聖書教会：美濃ミッション

宿場町
- 中山道赤坂宿
  - お茶屋屋敷跡
- 美濃路大垣宿
  - 美濃路大垣宿本陣跡
- 美濃路墨俣宿
  - 美濃路墨俣宿脇本陣跡

主な旧跡
- 住吉灯台（於：船町）
- 水門川遊歩道・四季の路（ミニ奥の細道）

主な公園
- 大垣公園（2000年、決戦関ヶ原大垣博のメイン会場として使用）
- 加賀野名水公園の自噴水（加賀野八幡神社自噴井）、駅前通（郭町）の自噴水
- 義円公園
- 大垣市かみいしづ緑の村公園
- 昼飯大塚古墳歴史公園

主な文化施設
- 奥の細道むすびの地記念館
- 歴史民俗資料館
- 梁川星巌資料館
- 日本昭和音楽村
- 大垣市赤坂港会館

### 観光スポット
主な観光スポット
- ソフトピアジャパン
- スイトピアセンター（文化会館・図書館）
- 大垣競輪場
- 多良峡（森林公園 飛騨・美濃紅葉三十三選）

## 文化・名物

### 祭事・催事
- 山の溝祭り (青墓地区、例年1月第2日曜日)
- 初虚空蔵 (赤坂町、毎年1月12、13日)
- 節分会はだか祭り (野口町、毎年2月3日)
- 船下り芭蕉祭 (例年4月上旬)
- 松坂踊り白髭神社祭礼 (荒川町、例年4月下旬)
- 大垣祭り (国の重要無形民俗文化財、例年5月15日までの15日に近い日曜日)
- もんでこかみいしづ (上石津町、例年7月第3日曜日→2022年より例年10月第4土曜日に変更)
- すのまた天王祭 (墨俣町、例年7月第4日曜日)
- 岐阜新聞大垣花火大会（例年7月下旬）
- 水都まつり（例年8月上旬に開催）
- 上野の八朔祭り (上石津町、例年9月第1日曜日)
- 十万石まつり（例年10月上旬に開催 常葉神社の例祭が起源）
- 綾野まつり 白髭神社祭礼 (綾野、例年10月第2土曜日)
- 青墓太鼓踊り (青墓町、例年10月第2日曜日)
- すのまた秀吉出世祭り (墨俣町、例年10月下旬の日曜日)
- 中山道赤坂宿まつり (赤坂町、例年11月上旬)
- おおがきマラソン（市街地～墨俣町、例年12月上旬）
- 元禄獅子舞津島神社祭礼 (上石津町)

### 名産・特産
市内で製造・販売される「金蝶饅頭」（金蝶堂総本店）、「柿羊羹」（つちや）、「みそ入大垣せんべい」（田中屋せんべい総本家）の3つは、かつて大垣の「三銘菓」とも呼ばれた。
- 金蝶園饅頭
- 水まんじゅう
- 枡（「大垣の枡」、「大垣の木枡」が地域団体商標に登録[32]）

### スポーツ

#### 野球
- 西濃運輸硬式野球部 - 西濃運輸が保有する社会人野球の企業チーム。2014年に都市対抗野球で優勝している。

#### ソフトボール
- 大垣ミナモソフトボールクラブ - JDリーグ所属の女子ソフトボールチーム。

#### 公営競技
競輪
- 大垣競輪場

## 出身著名人等

### 出身著名人
政治・軍事
- 樋口季一郎（大日本帝国陸軍中将） - ナチスに追われる2万人のユダヤ難民を救ったとされている[33]
- 川合貞吉（社会運動家、著述家）
- 棚橋泰文（衆議院議員）
- 山内登（下呂市長）

実業
- 安野譲（岩井財閥の大番頭、関西ペイント初代社長）
- 石田恭一郎 （竜製作所 社長・投資家）
- 黒谷研一（元川崎汽船社長）
- 立川敬二（宇宙航空研究開発機構理事長・元NTTドコモ社長）
- 柘植康英（東海旅客鉄道会長）
- 土屋嶢（元大垣共立銀行会長）
- 成松義文（元ファンケル社長）
- 水野利八（ミズノ創業者）
- 安田隆夫（ディスカウントストアチェーンドン・キホーテ会長）
- 矢橋亮吉（矢橋大理石 の創業者）
- 矢橋龍太郎（元矢橋工業社長）
- 矢橋龍宜（矢橋工業社長、矢橋ホールディングス社長）
- 矢橋慎哉（矢橋工業会長）

学問・教育
- 南条文雄（仏教学者）
- 吉益脩夫（心理学者）
- 安藤徹（文学者）
- 稲葉伸道（歴史学者）
- 五島君子（学校心理士）

文芸・漫画
- 梁川星巌（漢詩人）
- 中村航（小説家）
- 鈴木輝一郎（コラムニスト・作家）
- 大今良時（漫画家）

文化・芸術・技術
- 孫六兼元（刀工・最上大業物）
- 村正（刀工。初代が大垣市赤坂出身という説がある）
- 大橋翠石（日本画家）
- 大橋万峰（日本画家）
- 高屋肖哲（日本画家）
- 守屋多々志（日本画家）
- 後藤大秀（からくり人形師・大垣市教育功労賞・大垣市美術家協会理事・大垣市市展審査員）
- 矢橋賢吉（建築家・国会議事堂の建築・大蔵省営繕官僚）
- 和泉節子（和泉流宗家 - 宗家会理事長）
- 水谷哲也（ファッションデザイナー）
- 登龍亭獅鉄（落語家）

音楽・芸能
- 魔法陣[34]（学生時代からの仲間『Vo.Kb.有家勉、Cho.Ag.長谷川隆、Cho.Ag.Cajon.小栗伸彦、Ba.舩戸英次、(Cho.Ag.数井秀昭)』で構成する、岐阜県大垣市のアコースティック･バンド[35][36][37]。代表曲に西濃運輸のCMソングで採用されている「あなたに届け[38][39]」や、ぬくもり On Timeのテーマ曲「皆の力は凄いらしい[40]」などが挙げられる。）
- BLUE★STARS[41]（”ブルー･スターズ”で大垣市を中心に活動している昭和歌謡バンド。『Vo.田村喜代子(Tamura)、Vo.矢野卓司(Yano)、Kb. Asuka、Dr. Toyoda、(Ba. Hikaru)』で構成する。以前は、田村を中心に6人で「G4X」を結成していたがコロナ禍で解散し、新たなバンドBLUE★STARSを結成した。カバー中心のバンドでイベントやライブ等で演奏している。）
- 久富隆司（ミュージシャン - 元BO GUMBOS）
- 杉山裕太郎（歌手・講師）
- 清水咲斗子（歌手）
- 坂井千春（演歌歌手）
- 鈴加桂子（演歌歌手）
- 江口夜詩（作曲家）
- 小倉末子（ピアニスト）
- 辻 彩奈（ヴァイオリニスト）
- 細川茂樹（俳優）
- 少路勇介（俳優）
- 三輪優子（女優）
- 稲川良夫（クイズ王）

スポーツ選手
- 棚橋弘至（プロレスラー）
- 吉岡有紀（プロレスラー - DRAGON GATE）
- 山田裕仁（競輪選手）
- 山口幸二（競輪選手）
- 山口富生（競輪選手）
- 西脇良平（元サッカー選手）
- 黒木美香（元自転車競技選手）
- 石原慶幸（元野球選手）
- 大野奨太（元野球選手）
- 佐々木泰 (野球選手)
- 吉田聖弥 (野球選手)
- 高田茉優（バレーボール選手 - イビデンレグルス ← 岡山シーガルズ）
- 坂井涼(プロボクサー)
- 平墳迅（元サッカー選手）

マスコミ
- 子安峻（読売新聞初代社長）
- 松岡憲治（元TBSディレクター）
- 大岩直人（電通クリエイティブ・ディレクター）
- 久保田弘信（フォトジャーナリスト）
- 林和人（北海道テレビ放送アナウンサー）
- 神保絵利子（元岐阜放送アナウンサー）
- 川添伊代（奈良テレビアナウンサー）
- 鈴木善貴（フジテレビジョン・テレビディレクター、演出家）

### 名誉市民
「大垣市功労者表彰条例」及び「大垣市功労者表彰に関する規則」に基づき、名誉市民章が贈呈された人物。
| 贈呈日                     | 氏名       | 贈呈理由                                                                                           |
| -------------------------- | ---------- | -------------------------------------------------------------------------------------------------- |
| 1956年（昭和31年）4月1日   | 東島卯八   | 第3代大垣市長。大正13年から昭和20年まで連続6期にわたり市長をつとめる。                             |
| 1964年（昭和39年）4月17日  | 土屋義雄   | 元・大垣共立銀行頭取。昭和25年から昭和43年まで大垣商工会議所会頭をつとめる。                       |
| 1970年（昭和45年）5月10日  | 山本庄一   | 第7代大垣市長。昭和32年から45年まで連続4期にわたり市長をつとめる。                                 |
| 1973年（昭和48年）10月17日 | 須崎潔     | 元・揖斐川電気工業社長。昭和26年から48年まで大垣市体育連盟会長をつとめる。                         |
| 1972年（昭和47年）8月3日   | 森直之     | 元大垣市民病院院長。第10代大垣市長。昭和50年から昭和56年まで市長をつとめる                         |
| 1975年（昭和57年）8月6日   | 田口利八   | 西濃運輸（セイノーホールディングス）創業者。昭和46年から昭和57年まで大垣商工会議所会頭をつとめる。 |
| 1979年（昭和63年）4月1日   | 小川宗一   | 太平洋工業創業者。昭和43年から昭和45年まで大垣商工会議所会頭をつとめる。                           |
| 1979年（昭和63年）4月1日   | 土屋斉     | 元・大垣共立銀行頭取。昭和57年から昭和60年まで大垣商工会議所会頭をつとめる。                       |
| 2001年（平成13年）4月6日   | 小倉満     | 第12代大垣市長。昭和60年から平成13年まで市長をつとめる。                                           |
| 2014年（平成26年）4月1日   | 田口義嘉壽 | 元・西濃運輸社長。平成11年から平成14年まで大垣商工会議所会頭をつとめる。                           |

### マスコット
- おがっきぃ - 市のマスコットキャラクター

## 大垣市を舞台とした作品

### アニメ・漫画
- 聲の形 - 原作のモデルが大垣市をモデルとしている[42]。また原作者の大今良時は大垣市出身。
- 岐阜県大垣市プロデュースアニメ - 大垣市のオリジナルアニメとして4作制作されている。
- 自転車屋さんの高橋くん - 大垣市をロケ地とした実写ドラマ化もされている。
- 青春ブタ野郎はバニーガール先輩の夢を見ない - 舞台は湘南だがアニメ第2話、第3話にて大垣を訪れている。

### 映画
- 風が通り抜ける道（2024年/沖縄県後援）（メインではないが、元戦場カメラマン 上原役が旅をする行程に大垣市が入ってくる）

### ドラマ
- サ道 off-road （2025年3月26日、テレビ東京）